# Tibet

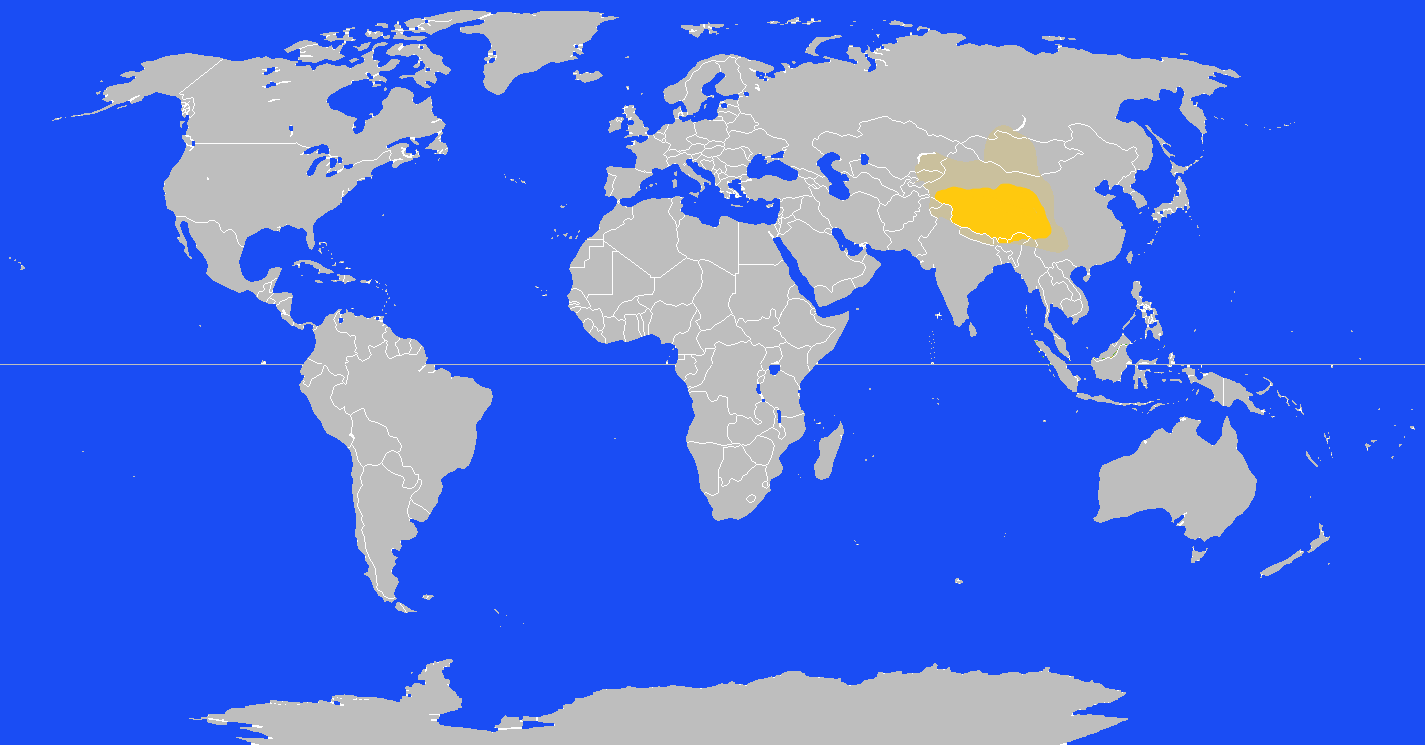
Lage von Tibet auf einer Weltkarte

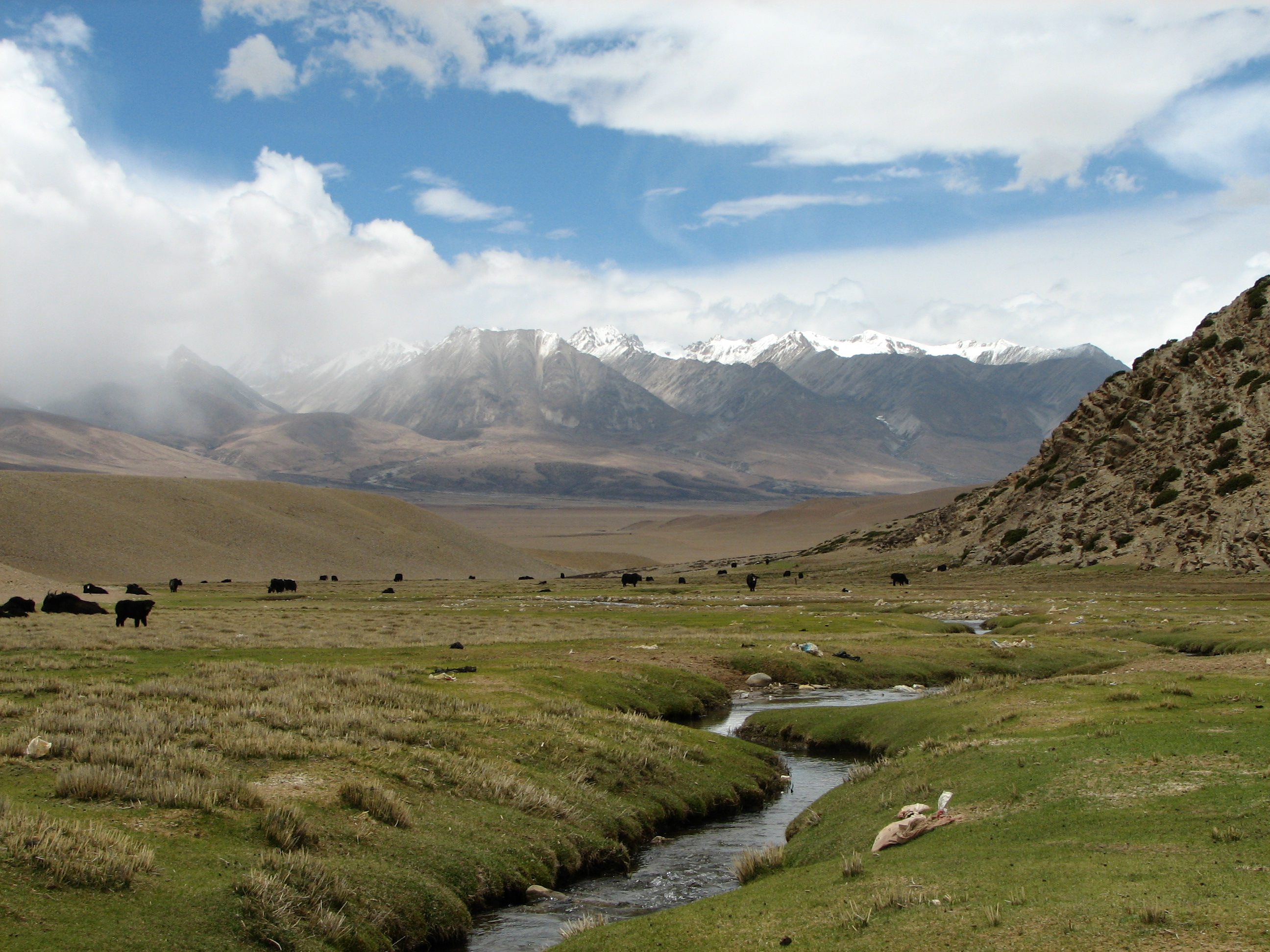
Yangbajain-Tal, etwa 100 Kilometer nordwestlich von Lhasa

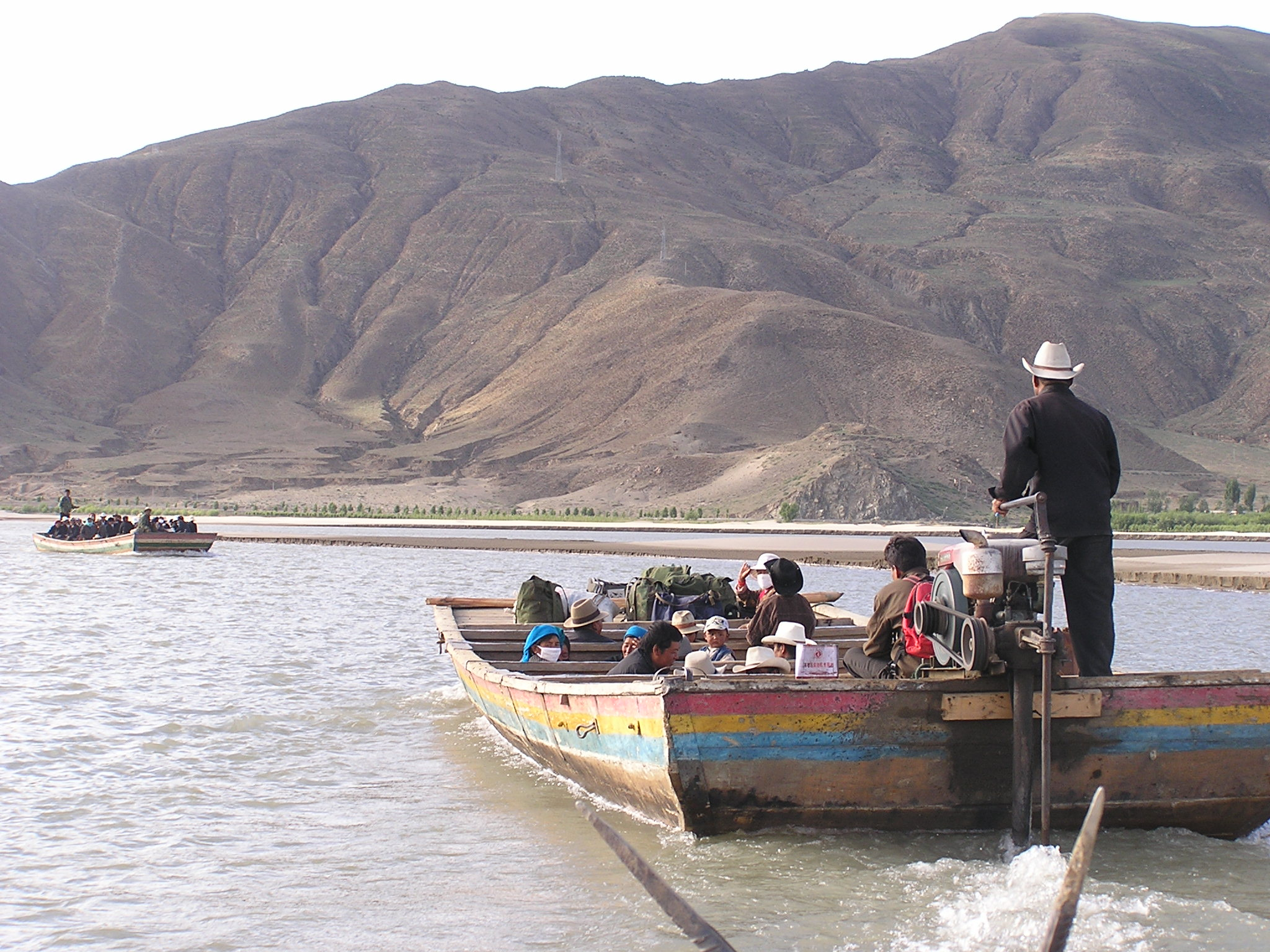
Fährverkehr über den Brahmaputra (Yarlung Zangbo)

Tibet ist eine Region in Zentralasien, die den Lebensraum tibetisch-sprachiger Völkerschaften umfasst. Abgeschieden durch das Himalaya-Gebirge am Südrand hat Tibet eine eigenständige Kultur und schon vor dem 7. Jahrhundert auch eigenständige Staaten (Shangshung, Tubo) herausgebildet, die sich über Teile des tibetischen Hochlands erstreckten. Mitte des 13. Jahrhunderts gerieten sowohl Tibet als auch China eine Zeitlang unter mongolische Herrschaft.
Tibet besaß bis ins 20. Jahrhundert hinein ein eigenes Staatswesen. Die gegenwärtige Zugehörigkeit Tibets zur Volksrepublik China ist völkerrechtlich umstritten (siehe dazu: Tibets Status). Seit 1959 besteht eine tibetische Exilregierung, die offiziell zwar nicht anerkannt, aber von vielen Ländern unterstützt wird.
Die chinesische Verwaltungsgliederung des größten Teils des historischen Großraums Tibet umfasst heute das Autonome Gebiet Tibet (AGT) mit der Hauptstadt Lhasa sowie zehn Autonome Bezirke und zwei Autonome Kreise in den Provinzen Qinghai, Sichuan, Yunnan und Gansu. Teile des historischen Siedlungsgebietes des Volkes der Tibeter außerhalb Chinas liegen in Pakistan, Indien, Nepal, Bhutan und Myanmar.

## Sprachgebrauch
Im Sprachgebrauch der Volksrepublik China steht das chinesische Xīzàng 西藏, (tibetisch bod ljongs བོད་ལྗོངས།) für die Autonome Region Tibet. Der Begriff bod chen (= „Groß-Tibet“) in der tibetischen Sprache orientiert sich an der Ausdehnung des tibetischen Großreichs im 8. und 9. Jahrhundert. bod bzw. bod yul hingegen schließt die osttibetischen Regionen, auf Tibetisch Amdo und Kham genannten Gebiete außerhalb der Autonomen Region Tibet, üblicherweise nicht mit ein.

## Geographie
Das Hochland von Tibet, das in seinem äußersten Süden von einem großen Teil des Transhimalaya-Gebirges – oder je nach Autor des Himalayas –, im Westen vom Karakorum, im Norden von der Altun-Qilian-Kunlun-Kette und im Osten vom Hengduan Shan begrenzt wird und sich auf einer durchschnittlichen Höhe von 4500 Metern erstreckt, gilt als die höchstgelegene Region der Welt.
Das eigentliche, eher hügelige Hochplateau ist arid; der trockenste Teil ist der westliche Changthang (tibetisch für „nördliche Ebene(n)“) mit alpinen Steppen und Wüsten. Der Grund für die Trockenheit liegt vor allem darin, dass der Himalaya das Hochland nach Süden hin von den indischen Monsunregen abschirmt und im Inneren kontinentales Klima vorherrscht.
Tibet grenzt von Westen nach Osten an das indische Unionsterritorium Ladakh und die indischen Bundesstaaten Himachal Pradesh, Uttarakhand, Sikkim und Assam (nach chinesischer Auffassung) bzw. Arunachal Pradesh (nach indischer Auffassung und aktuellen politischen Grenzen) sowie an die Länder Nepal, Bhutan und Myanmar (Birma), mit einer Gesamtlänge der Grenze zu diesen drei Ländern von knapp 4000 km.

### Tibetischer Kulturraum

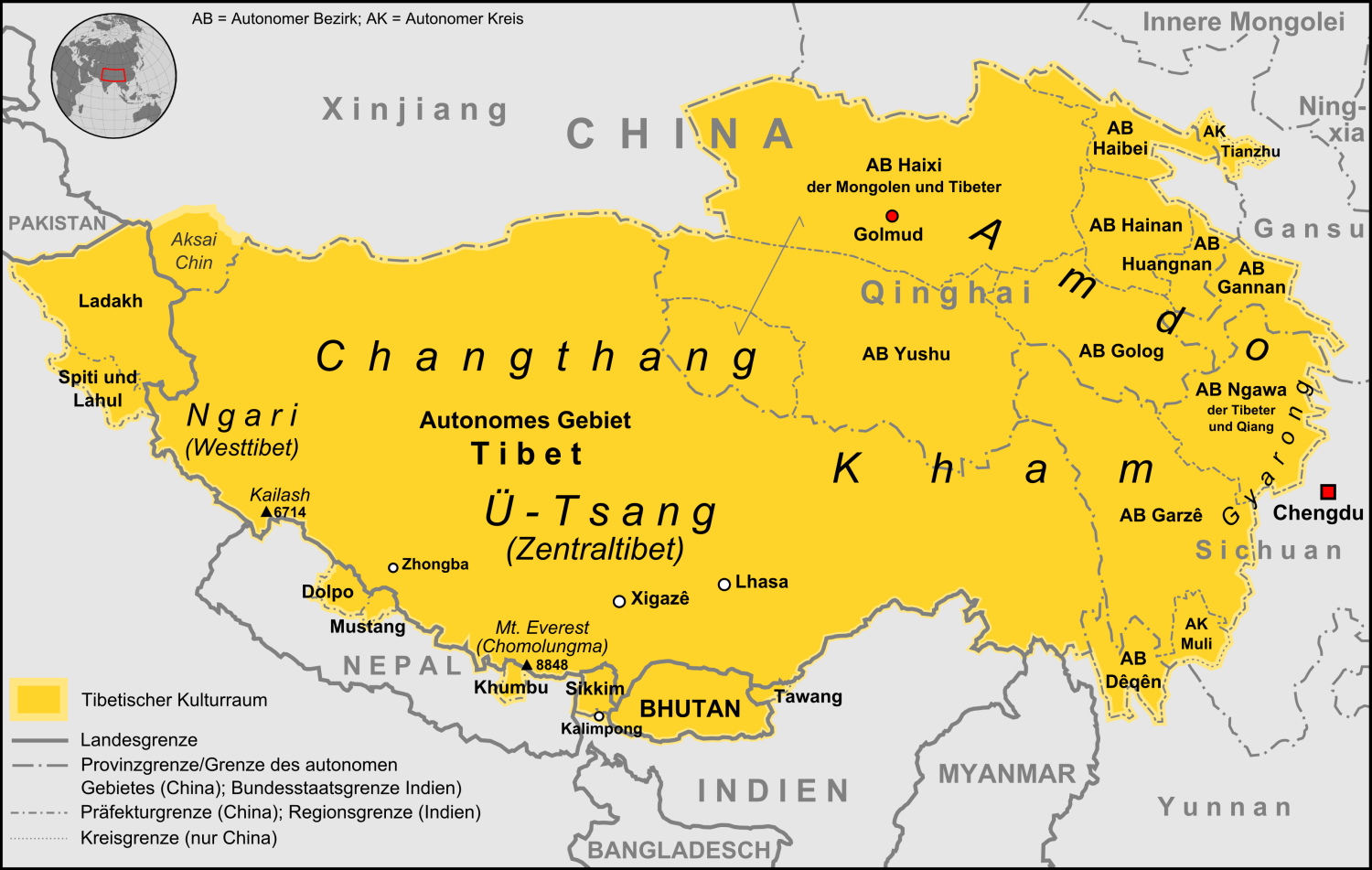
Detaillierte Karte des tibetischen Kulturraums und der autonomen tibetischen Verwaltungsgliederungen der VR China

Das „geographische“ Tibet (d. h. das Hochland von Tibet inklusive der Randgebirge in China und den Nachbarländern) erstreckt sich über eine Fläche von 2,5 Millionen km² und wird traditionell in mehrere Kulturregionen unterteilt.
In all diesen tibetischen Kulturregionen finden sich Tibeter bzw. tibetisch sprechende Gruppen, wobei in den Randgebieten häufig auch andere Völkerschaften zu finden sind, die nicht immer mit den Tibetern sprachlich verwandt oder kulturell eng verbunden sind (Muslime in Amdo und Ladakh). Aus diesem Grunde zeichnet sich der tibetische Kulturraum trotz aller Gemeinsamkeiten auch durch eine gewisse kulturelle Vielfalt aus.

### Autonomes Gebiet Tibet
Das Autonome Gebiet Tibet ist eine Verwaltungseinheit der Volksrepublik China. Es umfasst ein Gebiet von 1,2 Millionen km² – die ehemaligen zentraltibetischen Provinzen Ü und Tsang, Ngari, weite Teile des Changthang sowie den westlichen Teil der Kulturregion Kham.
Das Autonome Gebiet Tibet entspricht dem „politischen Tibet“, das heißt dem vor 1951 von der unabhängigen tibetischen Regierung verwalteten Territorium. Die nördlichen und östlichen Teile des tibetischen Kulturraums sind, zum größten Teil als Autonome Bezirke, Teile der chinesischen Provinzen Qinghai, Gansu, Sichuan und Yunnan.

### Klima

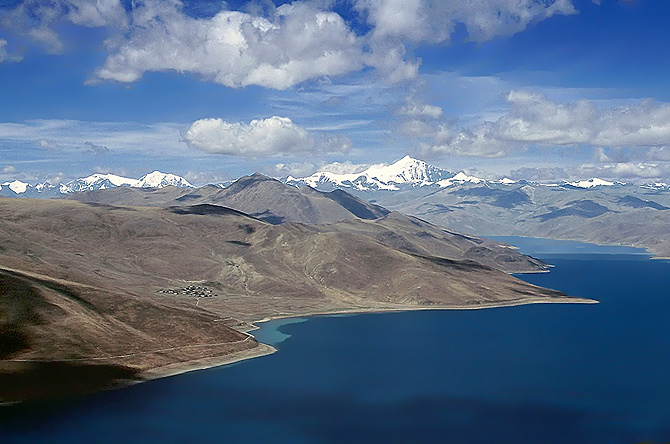
Der Yardrog Yutsho (Yamdrok-See) liegt 110 Kilometer südwestlich von Lhasa in einer Höhe von 4441 Metern.

In Tibet herrscht Hochlandklima mit großen Tagestemperaturschwankungen und viel Sonnenschein. Auch sind die Temperaturunterschiede zwischen dem Süden Tibets und dem Norden beträchtlich.
Das moderateste Klima herrscht in den tieferen Lagen des Südostens Tibets. Dort liegen auch die Städte Lhasa, Gyantse und Shigatse. Lhasa hat eine Durchschnittstemperatur von 8 °C, Shigatse von 6,5 °C während nach Norden hin das tibetische Plateau auf über 4500 Meter Höhe ansteigt und in der nördlichen Hälfte Tibets die jährliche Durchschnittstemperatur unter 0 °C (Permafrostgebiet) liegt.
Die meisten Einwohner Tibets leben im Gebiet zwischen Lhasa und Shigatse sowie am Ostrand des tibetischen Hochlands, während der Norden, der Zentralbereich wie auch der Westen Tibets nahezu unbewohnbar sind.
|                        | Jan   | Feb  | Mär  | Apr  | Mai  | Jun  | Jul  | Aug  | Sep  | Okt  | Nov  | Dez  |   |      |
| Mittl. Temperatur (°C) | −2,2  | 1,1  | 4,6  | 8,0  | 12,0 | 15,6 | 15,4 | 14,5 | 12,8 | 8,0  | 2,2  | −1,8 | ⌀ | 7,5  |
| Mittl. Tagesmax. (°C)  | 6,8   | 9,2  | 12,0 | 15,7 | 19,7 | 22,5 | 21,7 | 20,7 | 19,6 | 16,4 | 11,6 | 7,7  | ⌀ | 15,3 |
| Mittl. Tagesmin. (°C)  | −10,2 | −6,9 | −3,2 | 0,9  | 5,1  | 9,2  | 9,9  | 9,4  | 7,6  | 1,4  | −5,0 | −9,1 | ⌀ | 0,8  |
|                        |       |      |      |      |      |      |      |      |      |      |      |      |   |      |
| Niederschlag (mm)      | 0     | 1    | 2    | 8    | 25   | 71   | 118  | 131  | 60   | 10   | 2    | 1    | Σ | 429  |

| −10,2 |

| −6,9 |

| −3,2 |

| 0,9 |

| 5,1 |

| 9,2 |

| 9,9 |

| 9,4 |

| 7,6 |

| 1,4 |

| −5,0 |

| −9,1 |

| −10,2 |

| −6,9 |

| −3,2 |

| 0,9 |

| 5,1 |

| 9,2 |

| 9,9 |

| 9,4 |

| 7,6 |

| 1,4 |

| −5,0 |

| −9,1 |

## Bevölkerung
Nach einer chinesischen Volkszählung im Jahr 2000 ergeben sich für die verschiedenen Provinzen des Hochlands von Tibet folgende Bevölkerungsanteile. Diese Liste enthält alle tibetischen autonomen Gebiete der Volksrepublik China und zusätzlich Xining sowie Haidong. Die beiden letzten wurden berücksichtigt, um die Liste für die Provinz Qinghai zu vervollständigen und auch, weil die tibetische Exilregierung diese beiden Gebiete als Teil von Großtibet beansprucht.
| Tibeter und Han-Chinesen in Tibet, aufgeteilt nach Regionen gemäß der Zählung im Jahr 2000 | Tibeter und Han-Chinesen in Tibet, aufgeteilt nach Regionen gemäß der Zählung im Jahr 2000 | Tibeter und Han-Chinesen in Tibet, aufgeteilt nach Regionen gemäß der Zählung im Jahr 2000 | Tibeter und Han-Chinesen in Tibet, aufgeteilt nach Regionen gemäß der Zählung im Jahr 2000 | Tibeter und Han-Chinesen in Tibet, aufgeteilt nach Regionen gemäß der Zählung im Jahr 2000 | Tibeter und Han-Chinesen in Tibet, aufgeteilt nach Regionen gemäß der Zählung im Jahr 2000 | Tibeter und Han-Chinesen in Tibet, aufgeteilt nach Regionen gemäß der Zählung im Jahr 2000 | Tibeter und Han-Chinesen in Tibet, aufgeteilt nach Regionen gemäß der Zählung im Jahr 2000 | Tibeter und Han-Chinesen in Tibet, aufgeteilt nach Regionen gemäß der Zählung im Jahr 2000 |
|                                                                                            |                                                                                            | Gesamt                                                                                     | Tibeter                                                                                    | Tibeter                                                                                    | Han                                                                                        | Han                                                                                        | andere                                                                                     | andere                                                                                     |
| Autonomes Gebiet Tibet (AGT)                                                               | Autonomes Gebiet Tibet (AGT)                                                               | Autonomes Gebiet Tibet (AGT)                                                               | Autonomes Gebiet Tibet (AGT)                                                               | Autonomes Gebiet Tibet (AGT)                                                               | Autonomes Gebiet Tibet (AGT)                                                               | Autonomes Gebiet Tibet (AGT)                                                               | Autonomes Gebiet Tibet (AGT)                                                               | Autonomes Gebiet Tibet (AGT)                                                               |
| ------------------------------------------------------------------------------------------ | ------------------------------------------------------------------------------------------ | ------------------------------------------------------------------------------------------ | ------------------------------------------------------------------------------------------ | ------------------------------------------------------------------------------------------ | ------------------------------------------------------------------------------------------ | ------------------------------------------------------------------------------------------ | ------------------------------------------------------------------------------------------ | ------------------------------------------------------------------------------------------ |
| AGT gesamt:                                                                                | AGT gesamt:                                                                                | 2.616.329                                                                                  | 2.427.168                                                                                  | 92,8 %                                                                                     | 158.570                                                                                    | 6,1 %                                                                                      | 30.591                                                                                     | 1,2 %                                                                                      |
|                                                                                            | – Lhasa                                                                                    | 474.499                                                                                    | 387.124                                                                                    | 81,6 %                                                                                     | 80.584                                                                                     | 17,0 %                                                                                     | 6.791                                                                                      | 1,4 %                                                                                      |
|                                                                                            | – Qamdo                                                                                    | 586.152                                                                                    | 563.831                                                                                    | 96,2 %                                                                                     | 19.673                                                                                     | 3,4 %                                                                                      | 2.648                                                                                      | 0,5 %                                                                                      |
|                                                                                            | – Lhokha                                                                                   | 318.106                                                                                    | 305.709                                                                                    | 96,1 %                                                                                     | 10.968                                                                                     | 3,4 %                                                                                      | 1.429                                                                                      | 0,4 %                                                                                      |
|                                                                                            | – Shigatse                                                                                 | 634.962                                                                                    | 618.270                                                                                    | 97,4 %                                                                                     | 12.500                                                                                     | 2,0 %                                                                                      | 4.192                                                                                      | 0,7 %                                                                                      |
|                                                                                            | – Nagchu                                                                                   | 366.710                                                                                    | 357.673                                                                                    | 97,5 %                                                                                     | 7.510                                                                                      | 2,0 %                                                                                      | 1.527                                                                                      | 0,4 %                                                                                      |
|                                                                                            | – Ngari                                                                                    | 77.253                                                                                     | 73.111                                                                                     | 94,6 %                                                                                     | 3.543                                                                                      | 4,6 %                                                                                      | 599                                                                                        | 0,8 %                                                                                      |
|                                                                                            | – Nyingthri                                                                                | 158.647                                                                                    | 121.450                                                                                    | 76,6 %                                                                                     | 23.792                                                                                     | 15,0 %                                                                                     | 13.405                                                                                     | 8,4 %                                                                                      |
| Provinz Qinghai                                                                            |                                                                                            |                                                                                            |                                                                                            |                                                                                            |                                                                                            |                                                                                            |                                                                                            |                                                                                            |
| Qinghai gesamt:                                                                            | Qinghai gesamt:                                                                            | 4.822.963                                                                                  | 1.086.592                                                                                  | 22,5 %                                                                                     | 2.606.050                                                                                  | 54,0 %                                                                                     | 1.130.321                                                                                  | 23,4 %                                                                                     |
|                                                                                            | – Xining                                                                                   | 1.849.713                                                                                  | 96.091                                                                                     | 5,2 %                                                                                      | 1.375.013                                                                                  | 74,3 %                                                                                     | 378.609                                                                                    | 20,5 %                                                                                     |
|                                                                                            | – Haidong                                                                                  | 1.391.565                                                                                  | 128.025                                                                                    | 9,2 %                                                                                      | 783.893                                                                                    | 56,3 %                                                                                     | 479.647                                                                                    | 34,5 %                                                                                     |
|                                                                                            | – Haibei                                                                                   | 258.922                                                                                    | 62.520                                                                                     | 24,1 %                                                                                     | 94.841                                                                                     | 36,6 %                                                                                     | 101.561                                                                                    | 39,2 %                                                                                     |
|                                                                                            | – Huangnan                                                                                 | 214.642                                                                                    | 142.360                                                                                    | 66,3 %                                                                                     | 16.194                                                                                     | 7,5 %                                                                                      | 56.088                                                                                     | 26,1 %                                                                                     |
|                                                                                            | – Hainan                                                                                   | 375.426                                                                                    | 235.663                                                                                    | 62,8 %                                                                                     | 105.337                                                                                    | 28,1 %                                                                                     | 34.426                                                                                     | 9,2 %                                                                                      |
|                                                                                            | – Golog                                                                                    | 137.940                                                                                    | 126.395                                                                                    | 91,6 %                                                                                     | 9.096                                                                                      | 6,6 %                                                                                      | 2.449                                                                                      | 1,8 %                                                                                      |
|                                                                                            | – Yushu                                                                                    | 262.661                                                                                    | 255.167                                                                                    | 97,1 %                                                                                     | 5.970                                                                                      | 2,3 %                                                                                      | 1.524                                                                                      | 0,6 %                                                                                      |
|                                                                                            | – Haixi                                                                                    | 332.094                                                                                    | 40.371                                                                                     | 12,2 %                                                                                     | 215.706                                                                                    | 65,0 %                                                                                     | 76.017                                                                                     | 22,9 %                                                                                     |
| Provinz Sichuan                                                                            |                                                                                            |                                                                                            |                                                                                            |                                                                                            |                                                                                            |                                                                                            |                                                                                            |                                                                                            |
|                                                                                            | – Ngawa                                                                                    | 847.468                                                                                    | 455.238                                                                                    | 53,7 %                                                                                     | 209.270                                                                                    | 24,7 %                                                                                     | 182.960                                                                                    | 21,6 %                                                                                     |
|                                                                                            | – Garzê                                                                                    | 897.239                                                                                    | 703.168                                                                                    | 78,4 %                                                                                     | 163.648                                                                                    | 18,2 %                                                                                     | 30.423                                                                                     | 3,4 %                                                                                      |
|                                                                                            | – Muli                                                                                     | 124.462                                                                                    | 60.679                                                                                     | 48,8 %                                                                                     | 27.199                                                                                     | 21,9 %                                                                                     | 36.584                                                                                     | 29,4 %                                                                                     |
| Provinz Yunnan                                                                             |                                                                                            |                                                                                            |                                                                                            |                                                                                            |                                                                                            |                                                                                            |                                                                                            |                                                                                            |
|                                                                                            | – Dêqên                                                                                    | 353.518                                                                                    | 117.099                                                                                    | 33,1 %                                                                                     | 57.928                                                                                     | 16,4 %                                                                                     | 178.491                                                                                    | 50,5 %                                                                                     |
| Provinz Gansu                                                                              |                                                                                            |                                                                                            |                                                                                            |                                                                                            |                                                                                            |                                                                                            |                                                                                            |                                                                                            |
|                                                                                            | – Gannan                                                                                   | 640.106                                                                                    | 329.278                                                                                    | 51,4 %                                                                                     | 267.260                                                                                    | 41,8 %                                                                                     | 43.568                                                                                     | 6,8 %                                                                                      |
|                                                                                            | – Tianzhu                                                                                  | 221.347                                                                                    | 66.125                                                                                     | 29,9 %                                                                                     | 139.190                                                                                    | 62,9 %                                                                                     | 16.032                                                                                     | 7,2 %                                                                                      |
| Gesamt für Großtibet                                                                       |                                                                                            |                                                                                            |                                                                                            |                                                                                            |                                                                                            |                                                                                            |                                                                                            |                                                                                            |
| Mit Xining und Haidong                                                                     | Mit Xining und Haidong                                                                     | 10.523.432                                                                                 | 5.245.347                                                                                  | 49,8 %                                                                                     | 3.629.115                                                                                  | 34,5 %                                                                                     | 1.648.970                                                                                  | 15,7 %                                                                                     |
| Ohne Xining und Haidong                                                                    | Ohne Xining und Haidong                                                                    | 7.282.154                                                                                  | 5.021.231                                                                                  | 69,0 %                                                                                     | 1.470.209                                                                                  | 20,2 %                                                                                     | 790.714                                                                                    | 10,9 %                                                                                     |

Die Schätzungen der tibetischen Exilregierung ergaben im Jahr 1996 andere Zahlen. Demnach lebten im Hochland von Tibet 6 Millionen Tibeter und ca. 7,5 Millionen Han-Chinesen; in allen Städten Tibets seien Han-Chinesen bereits in der Mehrheit.

## Geschichte

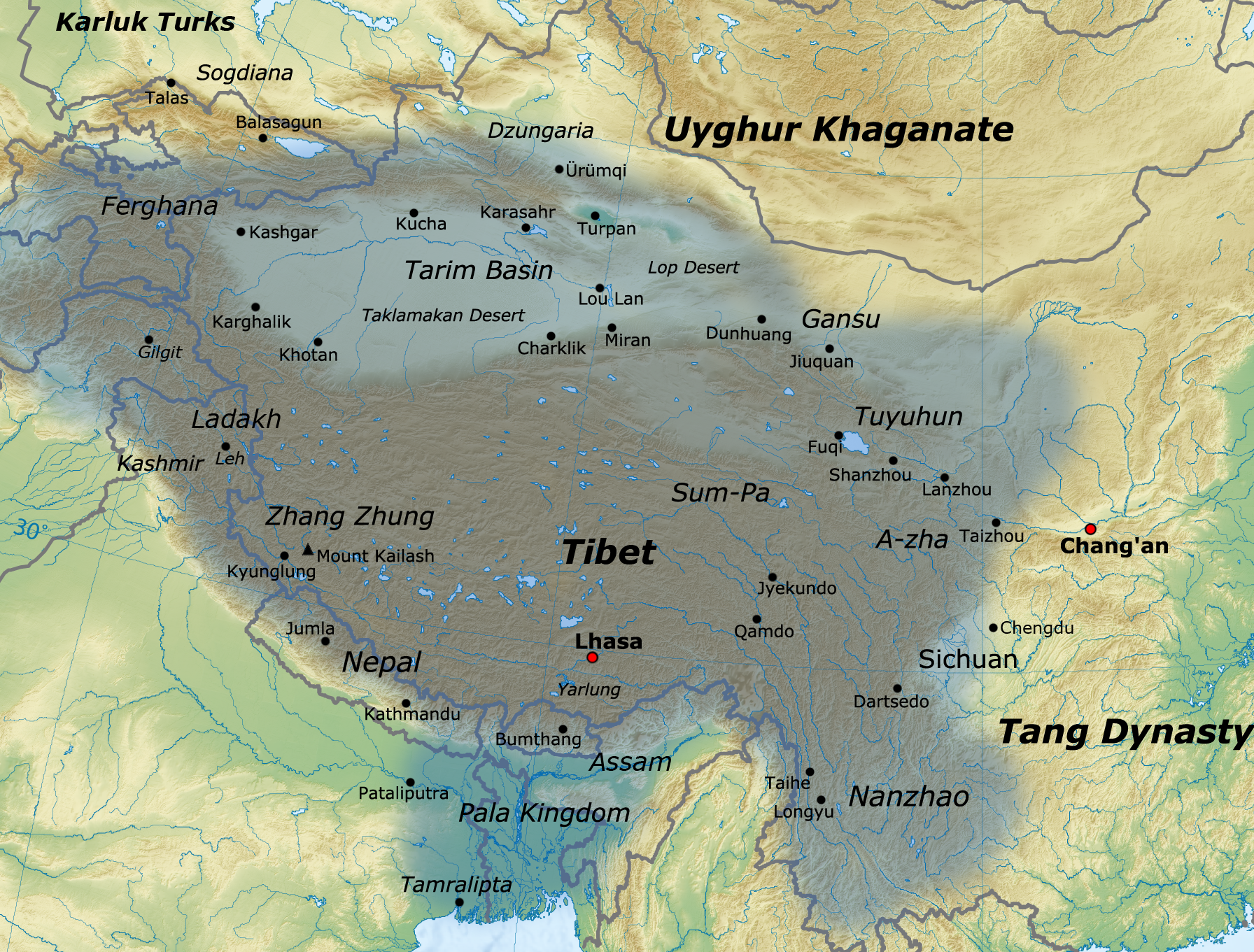
Das tibetische Reich während seiner größten Ausdehnung zum Ende des 8. Jahrhunderts.

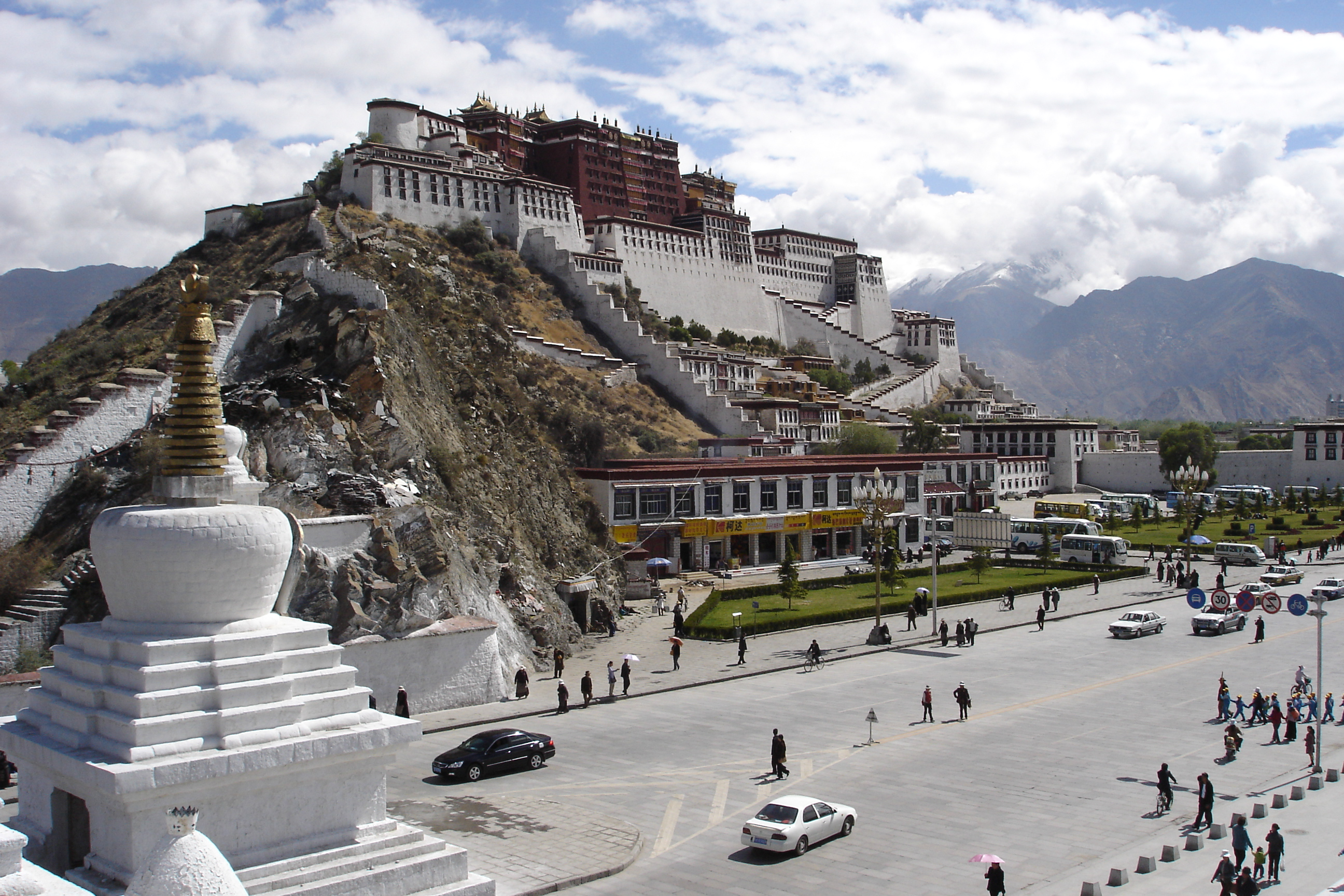
Der Potala-Palast

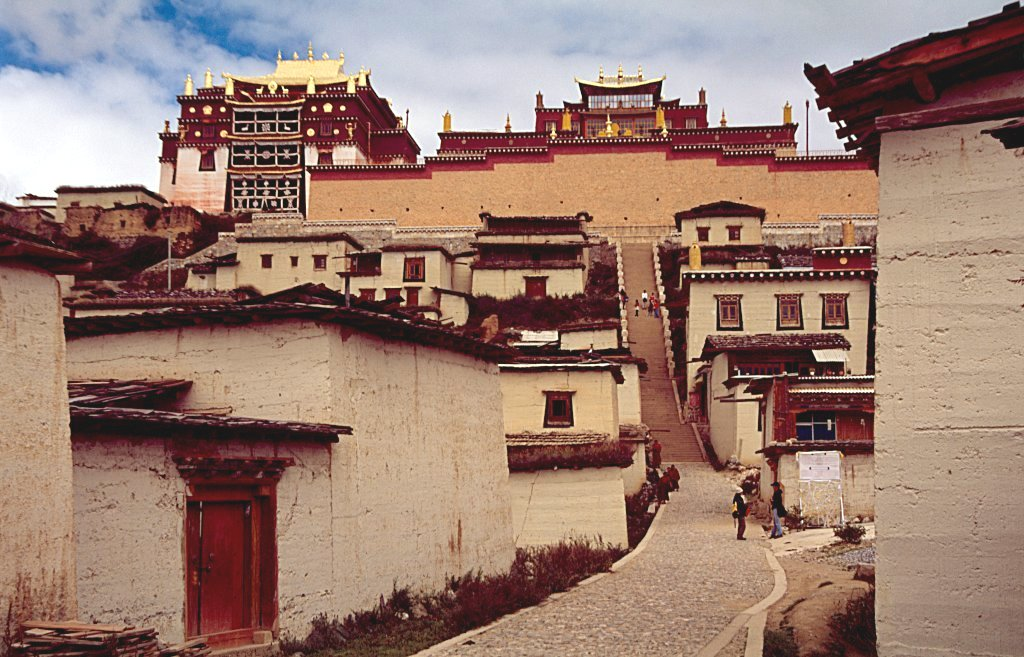
Das Kloster Sumtseling Gompa

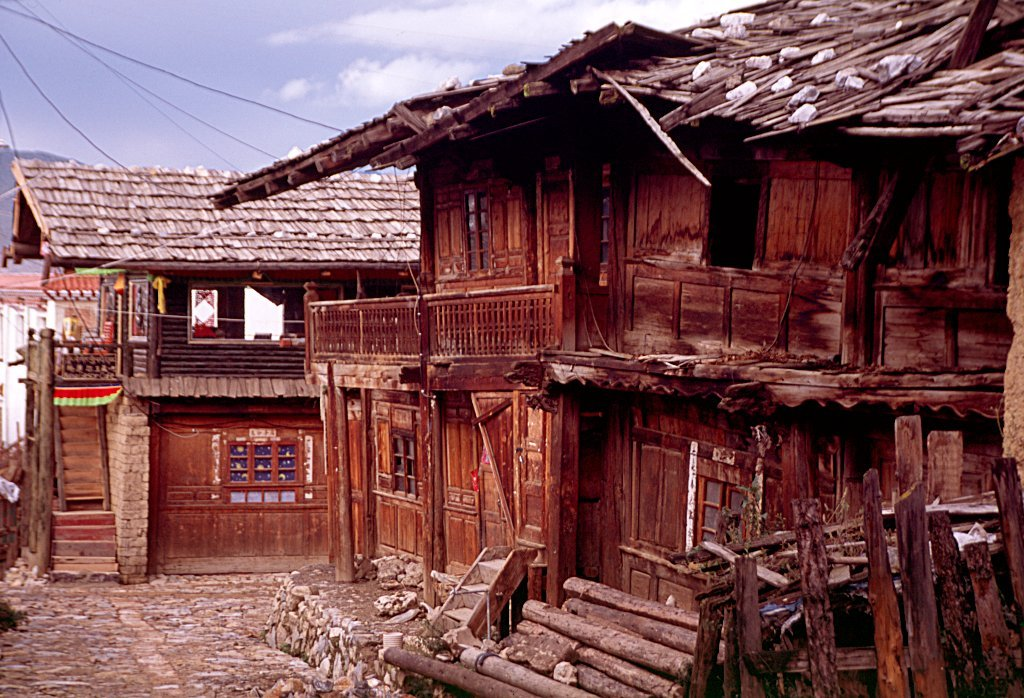
Tibetische Holzhäuser in Zhongdian

### Königreich Tibet
Das Königreich Tibet entstand Anfang des 7. Jahrhunderts. Zwischen dem 7. und 10. Jahrhundert war Tibet ein starkes, kriegerisches Reich. Nach der Schwächung der Position der tibetischen Könige im 10. Jahrhundert bildete sich in Zentraltibet die prägende Form der tibetischen Gesellschaft aus. Die Besitz- und Herrschaftsverhältnisse waren von feudalem Typ: Ein Teil der Bauern besaß einen erblichen Anspruch auf ein Stück Land, musste dafür aber unbezahlte Frondienste (ula) leisten und Steuern zahlen. Die übrigen waren Leibeigene, die an ihren adligen Grundherrn gebunden waren oder an die Klöster, die zu den größten Grundbesitzern gehörten. Diese Form bestand bis Ende der 1950er Jahre.

### Mongolische Herrschaft
Im Jahre 1240 wurde Tibet durch den mongolischen Khan Güyük Khan erobert und in sein Reich eingegliedert. Köden, der jüngere Bruder Güyük Khans, wurde 1247 zum vorübergehenden Gouverneur der eroberten Tibet-Region ernannt. Mitte des 13. bis Mitte des 14. Jahrhunderts wurden Angehörige der Sakya-Schule des tibetischen Buddhismus von den mongolischen Khans als Vizekönige eingesetzt. Das Gebiet Chinas war zur gleichen Zeit von den Mongolen vereinnahmt, besondere staatliche Rechte wurden den Chinesen nicht eingeräumt.
Im Jahr 1368 kam es durch Han-Chinesen, angeführt von Zhu Yuanzhang zum Sturz der mongolischen Herrscher und zur Wiederherstellung der Unabhängigkeit und Souveränität Chinas, auf dessen Gebiet sich die bis 1644 herrschende Ming-Dynastie etablierte. Zwar brachen auf tibetischem Gebiet „Nachfolgeunruhen“ aus, aber ein direkter Einfluss der Ming-Herrschaft auf die staatliche Hoheit Tibets, wie ihn die mongolische Yuan-Dynastie anstrebte, ist aus dieser Zeit nicht belegbar. Bekannt ist hingegen eine Maßnahme der Ming-Dynastie, die jedoch nur indirekt mit Tibet zu tun hatte. Sie erließ anfänglich in ihrem Herrschaftsbereich ein Gesetz, das es der eigenen Bevölkerung verbot, die Lehren des Buddhismus aus Tibet zu erlernen.
1578 betrieb der Altan Khan, ein mongolischer Herrscher, Angehöriger der Tümed, die Inthronisation des ersten Dalai Lama. Im Gegenzug erhielt der Mongole auch einen Ehrentitel, sodass der Lama sich nun seines Schutzes vergewissern konnte. Altan Khan war ein mächtiger Feldherr, dessen Truppen 1541–1571 erfolgreich gegen die Ming-Dynastie kämpften. Tibet blieb somit weiterhin in der Einflusssphäre mongolischer Herrscher. Die Han-Chinesen hatten dem nichts entgegenzusetzen. Als Altan Khan 1582 starb, setzte sein Sohn Sengge Düüreng die Herrschaft über Tibet noch fort, nach seinem Tod 1586 gab es jedoch keine Nachfolger.
Während der letzten Invasion der Mongolen am Anfang des 17. Jahrhunderts wurde die Regierungsgewalt auf höchste kultisch-religiöse Repräsentanten der jüngsten der vier religiösen Linien, der Gelugpa-Schule, übertragen. Zwei Rivalen um die Herrschaft über Tibet während dieser Zeit waren die beiden Mongolen Choghtu Khong Tayiji, ein Angehöriger der Chalcha, und Gushri Khan, ein Oiraten-Khoshuude (auch Qoshote). Letzterer wurde 1638 König von Tibet und unterstützte den fünften Dalai Lama Ngawang Lobsang Gyatsho, der 1642 zur obersten Autorität des tibetischen Staatswesens ernannt wurde. Damit wurde eine Regierung (Ganden Phodrang; tib.: dga' ldan pho brang) geschaffen, die von 1642 bis 1959 regierte. Als Könige folgten nach Gushri Khans Tod 1655 bis 1668 Dayan Otschir Khan, 1668 bis 1701 Dalai Khan und 1703 bis 1717, sein Sohn Lhabsang Khan. 1679 wurde Sangye Gyatso von Lhabsang Khan, der nicht ständig präsent sein konnte, zum obersten tibetischen Regenten mit dem Titel „Desi des 5. Dalai Lama“ (tib.: sde srid) ernannt.
Im ausgehenden 17. Jahrhundert bahnte sich im benachbarten China wiederum eine Fremdherrschaft an, diesmal jedoch nicht von den Mongolen. In Ostasien erstarkten die Herrscher eines tungusischen Volkes, die von den Jurchen abstammenden Mandschu. Sie brachten bereits 1644 die Ming-Dynastie der Han-Chinesen in Peking zu Fall. Die Herrschaft über ganz China erlangten sie jedoch erst 1662, da die Han noch in Südchina mit einigen Gegenkaisern regieren konnten. Die Mandschu errichteten die Qing-Dynastie (mandschurisch daicing gurun). Für Tibet hatte dies zunächst keine Bedeutung, denn die Machtausübung des ersten mandschurischen Regenten Dorgon, des Onkels des noch minderjährigen ersten Mandschu-Kaisers Shunzhi in Peking, richtete sich vornehmlich nach innen. Der Nachfolge-Kaiser Kangxi begann eine Politik nach außen. Dabei besetzte er 1701 die tibetisch-chinesische Grenz- und Handelsstadt Lucheng in Dartsedo (Kangding). Eine Besetzung Tibets erfolgte jedoch nicht, und so blieb es bis Anfang des 18. Jahrhunderts eine Region im mongolischen Einflussbereich, aber mit einem etablierten eigenen Staatswesen.

### Einflussbereich der Mandschu
1717 besetzte Tsewangrabtans Armee Lhasa und tötete Lhabsang Khan. Diese Schwäche der Mongolen nutzte der mandschurische Kaiser Kangxi und übernahm 1720 die Macht in Lhasa. Der Kaiser setzte den 7. Dalai Lama ins Amt ein und erklärte das Gebiet Tibets zu seinem Protektorat. Zu dieser Zeit war auch eine Garnison kaiserlicher Soldaten der Qing-Dynastie in Lhasa stationiert. Nach dem Tod des Kaisers zogen die Mandschu 1723 ihre Truppen wieder ab.
1727 richtete der neue Mandschu-Kaiser Yongzheng das Amt eines Amban in Tibet ein, der die Regierung in Lhasa kontrollierte. Damit begann in Tibet zwar eine Zeit direkten Einflusses mandschurischer Kaiser auf die tibetische Regierung, doch deren Existenz wurde nicht in Frage gestellt. Die Mandschu-Dynastie erwirkte jedoch das Recht, durch Ambane, die seit 1727 als kaiserliche Gesandte an den Hof des Dalai Lama, den Potala-Palast, entsandt waren, an der tibetischen Politik mitzuwirken. Auch auf das Findungsritual für einen neuen Dalai Lama nahmen sie Einfluss. Letztlich änderte das aber nichts am Bestand eines von den wechselnden Herrschern in Peking akzeptierten tibetischen Staates und seiner Machtbefugnisse. Nachdem Mandschu-Kräfte wegen eines innertibetischen Bürgerkriegs kurzzeitig einrückten und nach der Befriedung wieder abrückten, belief sich 1733 die mandschurische Truppenstärke in Tibet auf 500. Phola Tedji regierte zwischen 1728 und 1747 Tibet und erhielt als Herrscher Tibets vom Mandschu-Kaiser Qianlong einen königsartigen Titel verliehen. Er schuf eine eigene tibetische Armee mit 25.000 Soldaten. Phola Tedjis Sohn Gyurme Namgyel löste 1747 seinen Vater nach dessen Tod im Amt ab.
Ab 1751 übernahm der Dalai Lama neben dem religiösen Amt mit Zustimmung der Mandschu auch wieder die politische Herrschaft. So regierte von 1751 bis 1756 der 7. Dalai Lama Kelsang Gyatsho in Lhasa. Mit dieser Erweiterung der Machtbefugnisse des Dalai Lama endete faktisch das mandschurische Protektorat und es begann das Konstrukt einer Suzeränität, das über 160 Jahre lang bestand und Vorteile für beide Staaten bot, aber nichts am tibetischen Herrschaftssystem und seinem Staatswesen änderte. Einfluss der Mandschu gab es während der Suzeränität nur in den östlichen Randlagen Tibets zur chinesischen Tiefebene mit einem größeren Bevölkerungsanteil von Han-Chinesen. Die unerschlossenen oder nur dünn besiedelten Gebiete Tibets zu durchqueren, war beschwerlich und ohne ortskundige Begleitung kaum zu schaffen. Zudem gab es in Tibet bis ins 20. Jahrhundert fast nichts, mit dem die Han-Chinesen hätten Handel treiben können und was eine derart aufwendige Reise gerechtfertigt hätte.
Im 19. Jahrhundert lebten die Menschen in einem feudalen System unter den Lamas. Die großen Klöster besaßen den Hauptanteil des Landes, monopolisierten das Bildungssystem sowie die meisten wirtschaftlichen Aktivitäten und zogen Abgaben ein. Der Handel mit dem Ausland, abgesehen von Indien, Turkmenistan und China, war gering.
Der Dalai Lama war das Oberhaupt, aber sein Einfluss schwankte mit seinen persönlichen Fähigkeiten. Sein Machtbereich reichte insbesondere zur Zeit des 5. Dalai Lamas bis weit nach Osttibet (insbesondere Kham) hinein, umfasste jedoch nie mehr den gesamten tibetisch besiedelten Raum wie zur Zeit der Yarlung-Dynastie. Aufgrund des Tulku-Systems der Reinkarnation gab es lange Phasen, in denen der Dalai Lama zu jung war, um sein Amt auszuführen. In dieser Zeit war der Panchen Lama das Landesoberhaupt.

### Britische Okkupation
Während der Phase des Great Game wollte Russland einen starken diplomatischen Einfluss auf Tibet gewinnen. Die Versuche von Lord George Curzon, dem britischen Vizekönig von Indien, im Gegenzug mit diplomatischen Mitteln diesen Einfluss einzudämmen, wurden von der tibetischen Regierung ignoriert. Als Antwort auf diese als Affront betrachtete Haltung begann im November 1903 der britische Tibetfeldzug unter der Leitung von Francis Younghusband gegen eine schlecht ausgestattete tibetische Armee.
Nach der Besetzung Lhasas und der Flucht des 13. Dalai Lama in die Äußere Mongolei diktierten die Briten den verbleibenden tibetischen Vertretern und dem Amban des Qing-Kaisers im September 1904 ein Abkommen zur Öffnung der Grenze für den Handel mit Britisch-Indien. Sie erwirkten, dass Tibet mit keiner anderen Nation Handel treiben und auch keine andere Nation Telefonleitungen verlegen oder Verkehrsverbindungen errichten durfte. Es wurde zudem festgelegt, dass nur die Briten das Recht hatten, Militärstützpunkte in Tibet zu errichten. Weiterhin wurde festgelegt, dass Tibet nicht ohne Einverständnis der Briten in Verhandlungen mit anderen Ländern treten durfte. Dieser Vertrag wurde 1906 von der chinesischen Regierung bestätigt.
In der Konvention von Sankt Petersburg von 1907 einigten sich England und Russland über ihre Interessensphären in Zentralasien und bestätigten die Suzeränität Mandschu-Chinas über Tibet. 1910 schickten die Mandschuren eine eigene militärische Expedition, um diesen Anspruch zu festigen. Der Dalai Lama, kaum aus dem Exil heimgekehrt, floh erneut, diesmal nach Indien. Infolge der chinesischen Revolution im Oktober 1911, des Endes des Kaisertums in China, verließen die chinesischen Truppen Tibet.

### Eigenstaatlichkeit 1913

Die historische Flagge Tibets – verwendet von der tibetischen Exilregierung. Ihr Besitz ist in der Volksrepublik China verboten.

Im Frühjahr 1912 gab es nur noch eine kleine chinesische Garnison in Lhasa. Der Dalai Lama kehrte zurück und zog im Juni 1912 in Lhasa ein. Nach Vertreibung der letzten mandschu-chinesischen Truppen aus Lhasa Anfang Januar 1913 proklamierte der Dalai Lama am 14. Februar 1913 feierlich die staatliche Unabhängigkeit Tibets: „Tibet would be ruled without any outside interference.“ Hierbei wurden auch die äußeren Symbole wie Flagge und Hymne festgelegt. In Tibet entwickelte sich somit ein nun von China unabhängiger Staat mit eigener Armee, Regierung und Währung, der über vier Jahrzehnte Bestand hatte. Zur gleichen Zeit wurde ein Freundschaftsvertrag mit der Mongolei unterzeichnet in der Absicht, die Unabhängigkeit beider Staaten zu erklären.
China unternahm keine ernsthaften Versuche dagegen, abgesehen von gelegentlichen lautstarken Äußerungen von Kuomintang-General Huang Musong anlässlich einer Kondolenzmission in Lhasa zum Tod des 13. Dalai Lama.
Der nach der Kapitulation Japans 1945 in China fortgesetzte Bürgerkrieg verursachte in Tibet Besorgnis. Als Reaktion darauf wurden alle chinesischen Beamten des Landes verwiesen und die eigene Armee aufgerüstet. Ein Appell an die Regierungen Großbritanniens, Indiens und der USA im Jahr 1949 blieb ohne Erfolg, so dass Tibet politisch isoliert blieb.

### Eingliederung in die Volksrepublik China

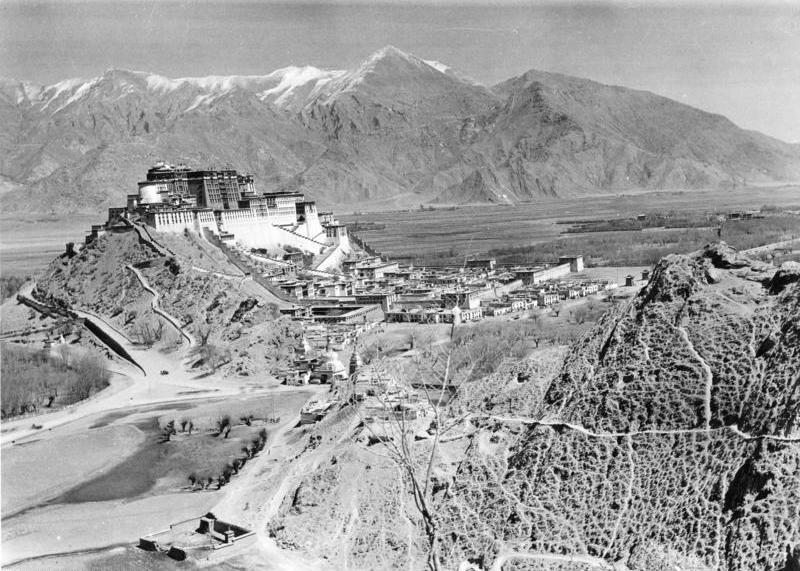
Lhasa im Jahr 1938

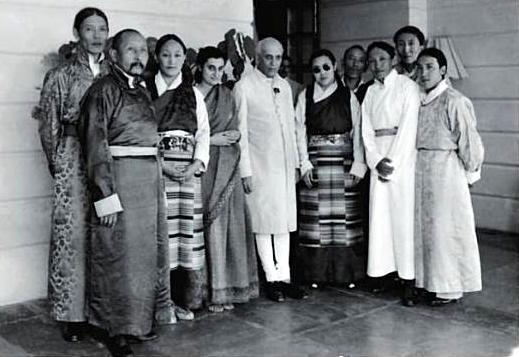
Eine Delegation von Tibetern am 8. September 1950 in Indien bei Premierminister Jawaharlal Nehru (Mitte)

Nach der Machtübernahme der Kommunistischen Partei und Gründung der Volksrepublik China unter Führung von Mao Zedong im Oktober 1949 erwachte der Anspruch auf Tibet und dessen Anschluss an das chinesische „Mutterland“ erneut. Die Absicht der „Befreiung“ Tibets vom „britischen, imperialistischen Joch“ durch Chinas Volksbefreiungsarmee wurde im Januar 1950 durch Radio Peking verkündet. Am 7. Oktober 1950 erreichte die Volksbefreiungsarmee den tibetischen Ort Qamdo, wo sie nur auf minimalen Widerstand der schlecht ausgerüsteten tibetischen Armee traf. Einen Monat nach der Kapitulation der Armee in Osttibet durch den Gouverneur von Kham, Ngapoi Ngawang Jigmê, übernahm in Lhasa der 14. Dalai Lama im Alter von 15 Jahren, drei Jahre früher als üblich, die Regierung Tibets.
Nach der Aufnahme von Verhandlungen mit China unterzeichneten Repräsentanten der tibetischen Regierung am 23. Mai 1951 unter politischem Druck in Peking das 17-Punkte-Abkommen, ohne jedoch die Vollmacht durch ihre Regierung hierfür zu besitzen. In dem Abkommen wurde die Integration Tibets in China festgelegt, wobei Tibet neben der regionalen Autonomie und Religionsfreiheit auch eine Garantie zugesichert wurde, dass das existierende politische System in Tibet unverändert bleibt. Außerdem sollen Reformprozesse ohne Druck durch chinesische Zentralbehörden nur durch die tibetische Regierung eingeleitet werden.
Drei Tage später erfuhr die tibetische Regierung über das Radio von der Unterzeichnung und dem Inhalt des Abkommens. Da hierin das religiös-politische System Tibets und die Stellung des Dalai Lamas unverändert bleiben sollten, stimmte die Regierung in Lhasa am 24. Oktober 1951 dem Abkommen zu. Wenige Tage darauf brach die Volksbefreiungsarmee in Richtung Zentraltibet auf und errichtete in Lhasa binnen weniger Monate eine starke Militärpräsenz, die zahlenmäßig fast der Bevölkerungszahl entsprach.
Zu diesem Zeitpunkt unternahm die chinesische Regierung keine Versuche, das soziale oder religiöse System in dem neu geschaffenen Autonomen Gebiet Tibet zu verändern, das östliche Kham und Amdo wurden jedoch wie jede andere chinesische Provinz behandelt. Der Versuch der Kommunistischen Partei, dort die Landreform durch Errichtung von Volkskommunen und Sesshaftmachung der Nomaden durchzusetzen, erzeugte in der Bevölkerung erste Unzufriedenheit. In den 1950er Jahren kamen in diesen Gebieten größere Unruhen auf, die sich letztendlich bis ins westliche Kham und Ü-Tsang ausweiteten. 1955 kam es zu einem spontanen Aufstand, der blutig niedergeschlagen wurde. Der US-Geheimdienst CIA entsandte im Geheimen Ausbilder ins Land und unterstützte die aufständischen Guerillakämpfer mit Geld und Waffen. Anschließend kam es durch den Zusammenschluss verschiedener Stammesgruppen zu einer landesweiten Rebellion, die sich im Khampa-Widerstand „Chushi Gangdruk“ organisierte.
1959, zur Zeit des Großen Sprungs nach vorn in China, behandelte die chinesische Führung den mittlerweile erwachsenen Dalai Lama mit offener Pietätlosigkeit. Am 10. März 1959 brach daraufhin in Lhasa der Tibetaufstand aus. Nach dem Beschuss des Norbulingka durch chinesische Truppen am 17. März 1959 floh der dort verweilende Dalai Lama nach Indien. Zwei Tage später brachen Kämpfe in der Stadt aus, der Volksaufstand wurde am 21. März brutal niedergeschlagen. Bei den Kämpfen starben laut exiltibetischen Angaben Zehntausende Tibeter. Tibet war schwer von der Kulturrevolution betroffen, die roten Garden zerstörten in der Zeit von 1966 bis 1969 mehrere tausend Klöster und andere Kulturdenkmäler. Fast alle Kultur- und Religionsinstitutionen Tibets wurden vernichtet. Was den Han-Chinesen zur Zeit der „Kulturrevolution“ mehrheitlich jedoch als ein politischer Konflikt erschien, erschien den Tibetern als nationaler Konflikt, der sich gegen sie als Volk richtete und von den Han ausging.

### Heutige Situation
Die Lage in Tibet ist weiterhin sehr angespannt. Zu Unruhen in Lhasa kam es zwischen 1987 und 1989, was zur Ausrufung des Ausnahmezustandes durch die Behörden führte, später folgten die Unruhen in Tibet 2008 sowie Selbstverbrennungen von Tibetern 2012. China übte sich dabei stets in Kriegsrhetorik.
Die chinesische Polizei- und Militärpräsenz in Tibet ist enorm, die Bevölkerung steht unter ständiger Kontrolle und wird stark unterdrückt. Es ist streng verboten, den aktuellen Dalai Lama nur zu erwähnen oder gar Bilder von ihm zu verbreiten. Menschenrechtsorganisationen beklagen des Weiteren die fehlende Religions- und Pressefreiheit, die strenge Geburtenkontrolle, außergerichtliche Hinrichtungen und Verschwindenlassen.

### Münzrechte im Zeitverlauf
| Zeit              | Prägung | Zahlungsmittel           | Auftraggeber    |
| ----------------- | --- | ------------------------ | --------------- |
| ab 7. Jahrhundert | In Form von Silber- und Goldbarren und Goldstaub | Srang und Sho            | Tibet           |
| ab 1640           | Importierte Silbermünzen aus Nepal im Gewicht von ca. 5,4 g | Mohars bzw. Tangka       | Tibet           |
| 1763–1791         | Erste Eigenprägungen von Silbermünzen in Tibet | Tangka                   | Tibet           |
| 1792–1835         | Silbermünzen geprägt in Lhasa | Tangka und Sho           | China und Tibet |
| 1840–1908         | Silbermünzen geprägt in Lhasa | Gaden Tanka              | Tibet           |
| 1909–1911         | Silbermünzen geprägt in Lhasa | Shokang, Srang           | China           |
| 1911–1959         | Banknoten (bis 1959) und Münzen (bis 1954) werden in verschiedenen Münzstätten in Lhasa und ab 1932 in der Münzstätte Tashi Lekhung, 3 km nördlich des alten Lhasa, gedruckt bzw. geprägt. | Skar, Sho, Srang, Tangka | Tibet           |

## Tibets Status

### Die Sichtweise der tibetischen Exilregierung

Wappen/Siegel der tibetischen Exilregierung und Tibets vor der chinesischen Okkupation

Die tibetische Exilregierung vertritt die Auffassung, dass Tibet zum Zeitpunkt der Invasion durch die chinesische Volksbefreiungsarmee ein unabhängiger und voll funktionsfähiger Staat gewesen sei und dass die militärische Invasion und die andauernde Besetzung ein Verstoß gegen internationales Recht und gegen das Recht auf Selbstbestimmung seien. Ferner sei Tibet nicht, wie es die Volksrepublik China darstellt, seit 700 Jahren (seit dem 14. Jahrhundert) fester Bestandteil Chinas, sondern habe nur für kurze Zeiten unter dem Einfluss der Mongolen oder der Mandschu gestanden, jedoch nie unter dem Einfluss der Han-Chinesen. Tibet habe mit anderen Nationen im diplomatischen Kontakt gestanden: mit Nepal seit 1856 und mit Großbritannien seit 1903.
Das 17-Punkte-Abkommen – auch als „Abkommen zur friedlichen Befreiung Tibets“ bezeichnet – ist nach tibetischer Auffassung ungültig, da die Unterzeichnung durch tibetische Delegierte aufgrund militärischen Drucks Chinas erfolgte. Des Weiteren wird China vorgeworfen, die in dem Abkommen zugesicherte innenpolitische Autonomie und Religionsfreiheit missachtet zu haben. Kooperativ zeigte sich der Dalai Lama nur insofern, als er verhindern wollte, dass „sein Volk und Land der totalen Zerstörung anheim fielen.“
Am 22. September 1987 machte Dalai Lama Tendzin Gyatsho einen Vorschlag zur Annäherung an China in Form eines Fünf-Punkte-Friedensplans.
1. Umwandlung von ganz Tibet, einschließlich der östlichen Provinzen Kham und Amdo, in eine Zone der Gewaltlosigkeit
2. Aufgabe der chinesischen Politik der Bevölkerungsumsiedlungen
3. Achtung der Menschenrechte und demokratischen Freiheiten des tibetischen Volkes
4. Wiederherstellung und Schutz der Umwelt Tibets
5. Aufnahme ernsthafter Verhandlungen über den künftigen Status Tibets sowie Beziehungen zwischen dem tibetischen und dem chinesischen Volk

Die chinesische Regierung lehnte das ab.

### Der Anspruch der chinesischen Regierung

Historische Verwaltungsgliederung der Republik China (seit 1912), einschließlich Festlandchina, Mongolei, Tibet, Tuva und dem Kachin-Staat. Gebietsansprüche auf dem Festland werden heute faktisch nicht mehr erhoben.

Aus Sicht der festlandchinesischen Regierung ist Tibet seit mehreren hundert Jahren ein fester Bestandteil Chinas. Nach Ansicht regierungstreuer Historiker markiert die Hochzeit von Songtsen Gampo mit der chinesischen Prinzessin Wen Cheng im 7. Jahrhundert den Beginn der kulturellen Vorherrschaft Chinas über Tibet – eine Deutung, die international kaum geteilt wird. Ab dem 13. Jahrhundert sei Tibet dann ein administrativ unabteilbarer Teil Chinas gewesen, obwohl im 13. Jahrhundert eine mongolische, also keine chinesische Fremdherrschaft über Tibet begann. Nach der festlandchinesischen Auffassung habe der 13. Dalai Lama Thubten Gyatso im Jahr 1894 versucht, Tibet von China abzuspalten, indem er den Statthalter des chinesischen Kaisers mit Hilfe der Kolonialmacht Großbritannien aus Tibet vertrieb. Die Unabhängigkeitserklärung von 1913 sei aus Sicht der chinesischen Regierung völkerrechtlich nie wirksam geworden. Mit dem Abschluss des 17-Punkte-Abkommens (1951) sei der traditionelle Zustand wiederhergestellt worden. Die chinesische Regierung beruft sich darauf, die Bevölkerung Tibets von einem feudalen Unterdrückungssystem befreit zu haben, was von dem 10. Penchen Lama Chökyi Gyeltshen in einem Telegramm an Mao Zedong befürwortet worden sei. Chökyi Gyeltshen war zu jenem Zeitpunkt jedoch erst elf Jahre alt.
Den 5-Punkte-Plan des Dalai Lamas Tendzin Gyatsho wies die chinesische Regierung am 17. Oktober 1987 zurück und beschuldigte ihn, die Kluft zwischen ihm und der chinesischen Regierung zu vergrößern. Sie wirft dem Dalai Lama vor, ein politischer Exilant zu sein, der sich angeblich seit langem im Ausland um Chinas Spaltung bemühe. Ein Dialog mit dem Dalai Lama komme für das chinesische Regime nur in Betracht, sobald dieser auf das Streben nach einer Unabhängigkeit Tibets verzichtete. Hierzu müsse er in einer öffentlichen und eindeutigen Erklärung Tibet und Taiwan als untrennbare Teile des chinesischen Territoriums und die Volksrepublik China als die einzige legitime Regierung anerkennen und sich verpflichten, alle angeblichen Aktivitäten zur Spaltung des Vaterlandes einzustellen.

### Sichtweise anderer Staaten
Die völkerrechtlichen Argumente, die von anderen Staaten vorgebracht werden, sind sehr unterschiedlich. Die Internationale Juristenkommission erklärte im ICJ Report 1960, Tibet sei jedenfalls 1951 de facto ein unabhängiger Staat gewesen und habe schon von 1913 bis 1950 die anerkannten Kriterien für einen Staat erfüllt.

#### Deutschland
Die deutsche Bundesregierung unterstützt den tibetischen Anspruch auf Autonomie, insbesondere im kulturellen und religiösen Bereich, als adäquaten Ausdruck des Selbstbestimmungsrechts des tibetischen Volkes. Kontakte zum Dalai Lama bestehen nur in dessen Eigenschaft als religiöser Führer. Der wissenschaftliche Dienst des deutschen Bundestages stellte 1987 auf Anfrage der Bundestagsabgeordneten Petra Kelly fest:
„Die Staatengemeinschaft geht zwar davon aus, daß Tibet Teil des chinesischen Staatsverbandes ist, doch wurde der Status Tibets nicht geklärt. Zum Zeitpunkt der gewaltsamen Einverleibung in den chinesischen Staatsverband war es ein eigenständiger Staat. China hat keinen wirksamen Gebietstitel erworben, weil es dem Grundprinzip des aus dem Gewaltverbot hervorgehenden Annexionsverbots entgegensteht. Die Effektivität tatsächlicher Herrschaftsgewalt über ein Gebiet vermag keinen Gebietserwerb zu bewirken.“ 
Der Deutsche Bundestag stellte im Jahr 1996 mit einer sehr großen Mehrheit die gewaltsame Unterdrückung Tibets und Repressionspolitik Chinas fest:
„Beginnend mit den unmenschlichen Militäraktionen seit dem Einmarsch Chinas im Jahr 1950, dauert die gewaltsame Unterdrückung Tibets und seines Strebens nach politischer, ethnischer, kultureller und religiöser Selbstbestimmung bis heute an. Die fortgesetzte Repressionspolitik Chinas in Tibet hat schwere Menschenrechtsverletzungen, Umweltzerstörungen sowie massive wirtschaftliche, soziale, rechtliche und politische Benachteiligungen der tibetischen Bevölkerung und letztlich die Sinisierung Tibets zur Folge.“
Gegründet im Mai 1995 gab es im Deutschen Bundestag mit dem Tibet-Gesprächskreis auch ein interfraktionelles Gremium, das sich laufend mit der Tibetproblematik beschäftigte.
Die rot-grüne Koalition 1998 unter Bundeskanzler Gerhard Schröder machte China zur Chefsache und ordnete alles den Wirtschaftsbeziehungen unter. Der damalige Außenminister Joschka Fischer erklärte, die rot-grüne Bundesregierung stehe mit ihrer Chinapolitik für Kontinuität. Tibet werde als ein integraler Bestandteil Chinas betrachtet, alle Unabhängigkeitsbestrebungen würden als Separatismus angesehen und nicht unterstützt.
Auch Angela Merkel unterstützte während ihrer Kanzlerschaft die Ein-China-Politik, obwohl sie wie auch andere europäische Staatschefs den Dalai Lama in seiner Rolle als geistliches Oberhaupt empfing, was auf chinesischer Seite Verstimmungen auslöste. Dennoch sehe die Bundesrepublik sowohl Tibet als auch Taiwan als Bestandteil Chinas. Ebenso hielt sich Bundeskanzler Olaf Scholz während seiner Kanzlerschaft an diese Politik, warnte allerdings in einem Interview vom 16. Dezember 2022 die chinesische Regierung vor einer gewaltsamen Aktion gegen Taiwan.

#### Europäische Union
Das Europäische Parlament veröffentlichte seit 1987 verschiedene Tibet betreffende Resolutionen. Hierbei verurteilte es wiederholt die Verletzungen der Menschenrechte und der Religionsfreiheit durch die chinesischen Behörden.
In der Resolution vom 15. Dezember 1992 stellte es fest, dass das tibetische Volk ein Volk im Sinne des Völkerrechts sei und ihm das Recht auf Selbstbestimmung zustehe. Außerdem verurteilte es die militärische Besetzung Tibets durch chinesische Truppen und drückte angesichts der Bedrohung der „nationalen Identität“ des tibetischen Volkes seine Besorgnis aus.
Im Europäischen Parlament vertreten Abgeordnete in der überfraktionellen Tibet Interest Group das Interesse der Tibeter.

#### Vereinigte Staaten
Der US-Senat verabschiedete am 23. Mai 1991 eine Resolution, nach der Tibet – einschließlich derjenigen Regionen, die den chinesischen Provinzen einverleibt wurden – nach gängigen Richtlinien internationalen Rechtes einen besetzten Staat bildet, dessen wahre Repräsentanten der Dalai Lama und die tibetische Exilregierung bilden. Die chinesische Regierung wurde daraufhin aufgefordert, ihre Streitkräfte aus Tibet zurückzuziehen.

#### Indien
Am 13. April 2005 vereinbarten die Regierungen Indiens und Chinas eine Reihe von Zusammenarbeitsverträgen, die unter anderem auch eine gemeinsame Deklaration über die gegenseitig anerkannte Grenze umfassen. Grundsätzlich wird die gegenwärtige aktuelle Waffenstillstandslinie aus dem Grenzkrieg von 1962 als gemeinsame Grenze anerkannt. Dabei verzichtet der chinesische Staat ausdrücklich auf Ansprüche südlich der McMahon-Linie (Bundesstaat Arunachal Pradesh) und insbesondere im Distrikt Tawang, in Sikkim und in der Region Ladakh. Die indische Regierung erkennt auf der anderen Seite die Hoheit Chinas im Gebiet nördlich der McMahon-Linie, im chinesischen Autonomen Gebiet Tibet und auf dem Aksai-Chin-Plateau an.

#### Republik China (Taiwan)
Die Haltung der Republik China (Taiwan) zu Tibet wurde in der Eröffnungsrede zum International Symposium on Human Rights in Tibet am 8. September 2007 durch deren Präsidenten Chen Shui-bian wie folgt beschrieben:

“During the inauguration conference of the Taiwan-Tibet Exchange Foundation in 2003, I announced our new policy and emphasized that the Taiwan government will no longer treat people of the Tibetan government-in-exile as Chinese people. Instead, we will handle our relations with Tibet and China separately under this fresh perspective on our relations with Tibet.”

„Während der Einführungstagung der Stiftung für tibetisch-taiwanischen Austausch im Jahr 2003 habe ich unsere neue Politik angekündigt und hervorgehoben, dass die taiwanische Regierung das Volk der tibetischen Exil-Regierung nicht länger als chinesisches Volk ansieht. Stattdessen werden wir anhand dieser neuen Sichtweise über Tibet unsere Beziehungen mit Tibet und China getrennt voneinander behandeln.“

Darüber hinaus sprach er seine Unterstützung für jegliche Lösungsvorschläge des Dalai Lamas in der Tibetfrage aus.

## Kultur

### Buddhismus

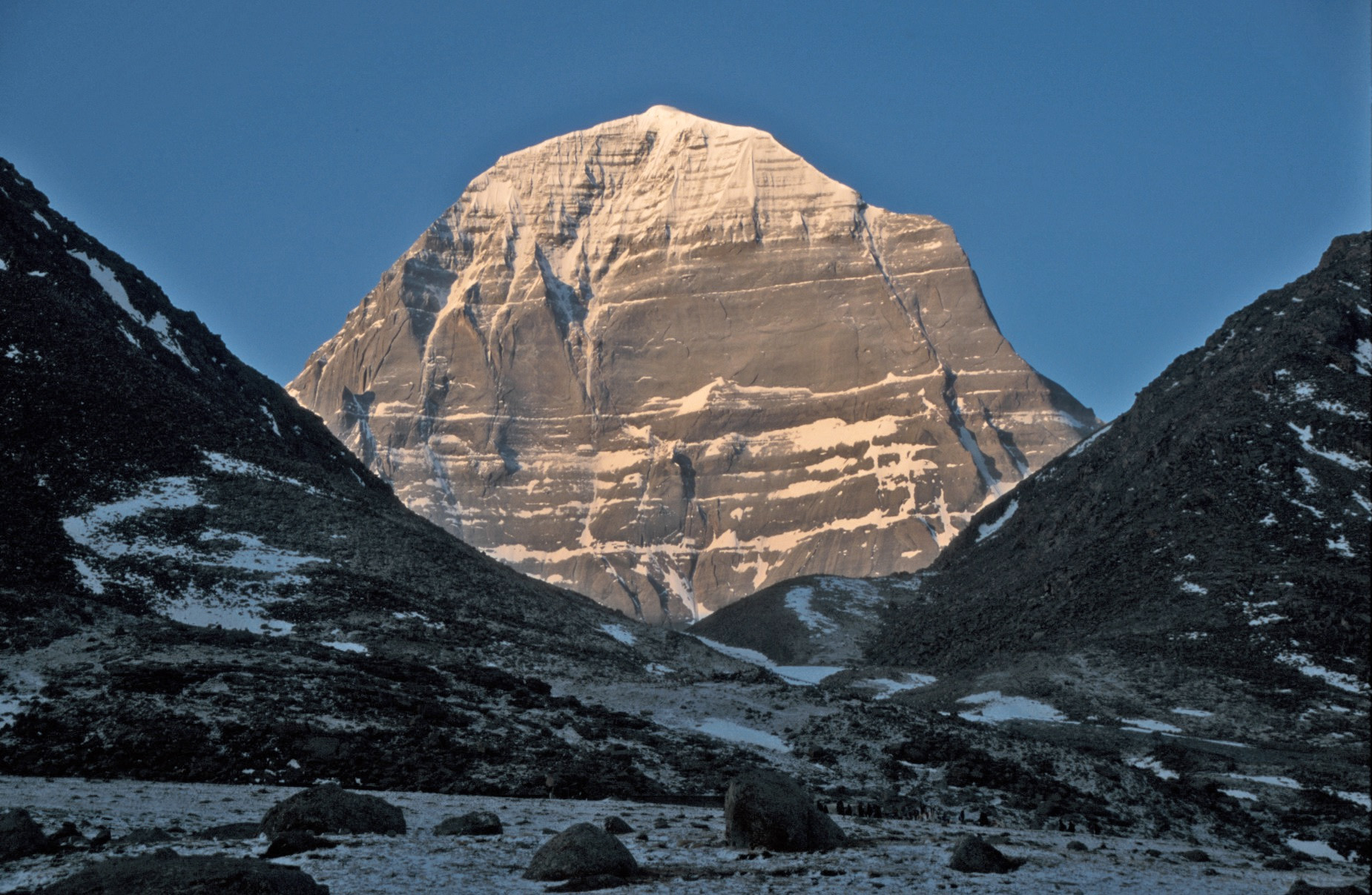
Der heilige Berg Kailash hat große Bedeutung im tibetischen Buddhismus.

Tibet ist der Mittelpunkt des tibetischen Buddhismus, der als Vajrayana bekannt ist. Der Buddhismus in Tibet hatte sich zunächst seit dem 8. Jahrhundert und später ab dem 11. Jahrhundert in vier großen buddhistischen Schulen (Nyingma, Kagyü, Sakya und Gelugpa) entwickelt. Der international bekannteste Lama des tibetischen Buddhismus ist der im indischen Exil lebende 14. Dalai Lama. Er ist zugleich bedeutender Repräsentant einer Mahayana-Schule (Gelugpa) und wird von der tibetischen Exilregierung als Staatsoberhaupt anerkannt. Die vorbuddhistische tibetische Religion ist der Bön (genannt auch Bon-Religion); sie ist von buddhistischen Einflüssen stark durchdrungen – ebenso wie der tibetische Buddhismus wiederum vom Bön beeinflusst wurde.

### Musik
Traditionelle tibetische Musik wird in volkstümliche Lieder und die für religiöse Zeremonien unentbehrliche Kultmusik eingeteilt. Die zur ersten Gattung gehörenden und meist von Saiteninstrumenten begleiteten poetischen Geschichten werden von Hirten, bei der Feldarbeit, bei Hochzeiten oder von Bettelmusikern vorgetragen und nehmen Anleihen bei der chinesischen, mongolischen oder indischen Volksmusik. Die sakrale Musik wird von Blas- und Perkussionsinstrumenten getragen, im Wechsel oder in Verbindung mit dem tiefen monotonen Gesang der Mönche. Außerhalb Tibets ist mehr die religiöse Musik vor allem im Zusammenspiel mit westlichen Musikern bekannt, während die vielfältigen Formen der Popularmusik eine größere Rolle innerhalb des Landes spielen.

### Kunst
Eine religiöse Kunstform stellen tibetisch-buddhistische Wandmalereien dar.
Einen besonderen Kulturschatz stellen Statuen, Glocken und Ritualgegenstände dar, die aus der Legierung Dzekshim gefertigt wurden.

### Museen

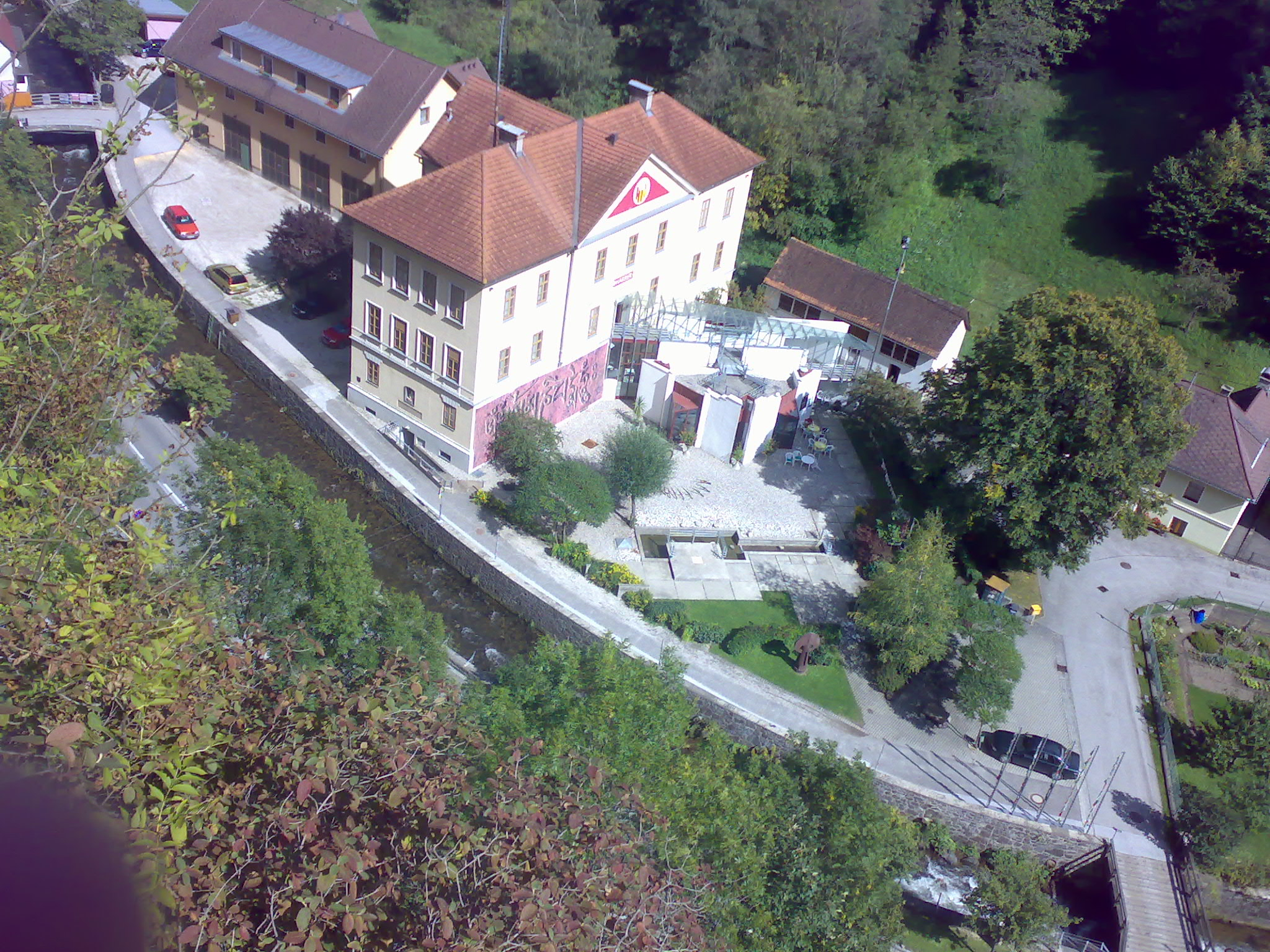
Heinrich-Harrer-Museum

Es gibt einige Museen in der Welt, welche sich insbesondere auf Kultur und Kunst aus Tibet ausrichten. In Lhasa steht südöstlich vom Norbulingka-Palast das Tibet-Museum. Ein anderes Tibet-Museum befindet sich in Dharamsala, Indien, wo sich viele Flüchtlinge niedergelassen haben. Dieses Museum wurde 1998 zur Erinnerung an den Verlust tibetischer Kultur und Menschenleben gestiftet und stellt unter anderen eine Photo-Sammlung von Lebensgeschichten aus. Zwei weitere Museen, die vorwiegend tibetischer religiöser Kunst gewidmet sind, befinden sich in der Library of Tibetan Works and Archives, ebenfalls in Dharamsala, sowie im Tibet House in Neu-Delhi. Das Tibetologie-Institut Namgyal beherbergt ein Museum über Tibet in Gangtok, nicht weit von der tibetischen Grenze im indischen Teilstaat Sikkim. Das Namgyal-Institut ist spezialisiert auf tibetische Sprache, Literatur und Traditionen, einschließlich des tibetischen Buddhismus. Das Museum besitzt eine bedeutende Sammlung von Statuen, Schreinen, Bildwirkereien, Masken, Thangkas und anderer tibetischer Kunst.
Außerhalb Asiens beherbergen vor allem das Jacques Marchais Museum of Tibetan Art in Staten Island, das Rubin Museum of Art in Manhattan, das Field Museum in Chicago, das Asian Art Museum in San Francisco und das Musée Guimet in Paris eine große Kollektion tibetischer Kunst. Im deutschen Sprachraum sind vor allem das Museum für Asiatische Kunst in Berlin, das Museum Fünf Kontinente in München, das Linden-Museum in Stuttgart, das Völkerkundemuseum der Universität Zürich und das Heinrich-Harrer-Museum in Hüttenberg (Kärnten) von Bedeutung.

### Küche
Die typische Ernährung stützt sich auf die Produkte des Landes; mit seinem rauen Klima schränkte es die Landwirtschaft ein (z. B. ist Gerste das dominierende Getreide) und stellt an seine Bewohner spezielle ernährungsphysiologische Ansprüche. Der allgegenwärtige salzige Buttertee deckt etwa den Flüssigkeitsbedarf auf physiologisch vernünftige Weise. Üblicherweise wird dazu Yakbutter genommen, die auch in den Butterlampen Verwendung findet – auch für rituelle Zwecke.
Eine bekannte tibetische Mahlzeit ist Tsampa, ein Vollkornmehl aus gerösteter Gerste, das nur mehr mit heißem Buttertee angerührt werden muss. Sie wird auch meist zum Frühstück, als Zwischenmahlzeit oder während Pilgerfahrten und auf längeren Reisen gegessen. Die hauptsächlichen Produkte und Lebensmittel stammen aus der Landwirtschaft und aus eigenem Anbau.

### Medizin
Eine tiefe Verbindung von Religion, Philosophie und Kultur prägt die tibetische Heilkunst.
Traditionelle Diagnosepraktiken sind:
- Sehen, Fühlen, Hören
- Pulsdiagnose
- Urin- und Zungendiagnose

Behandlungsmethoden:
- Energiepunktmassagen
- Heilbäder und Wasseranwendungen
- Mineralische Substanzen und Kräuter zum Einnehmen

## Wirtschaft

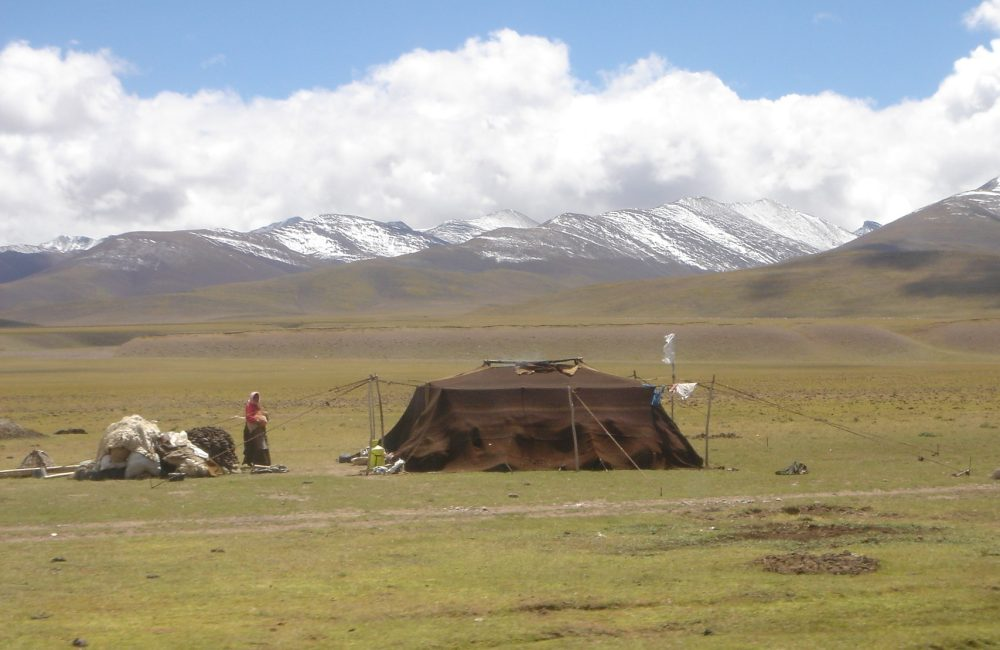
Zelt der Nomaden während der Wanderschaft im Sommer

### Landwirtschaft und Viehzucht
Der überwiegende Teil der tibetischen Bevölkerung arbeitet in der Landwirtschaft. Bauern und Hirten machen über 85 % der tibetischen Bevölkerung aus. Durch die Politik der 1970er und 1980er Jahre und das Bevölkerungswachstum bei den tibetischen Viehhirten und den dadurch ausgeweiteten Bestand an Tieren werden die vorhandenen Steppen schwer belastet und ihre Qualität sinkt in bedenklichem Ausmaß. Um die Steppen zu entlasten, wird nach alternativen Arbeitsplätzen für einen Teil der Viehzüchter gesucht. Im Rahmen dieses Programms wurde im September 2007 beschlossen, dass bis zum Jahr 2010 von den Nomaden, die die Berghänge am Oberlauf der großen Flüsse in der nördlichen Provinz Qinghai bewohnen, 100.000 Menschen ihre Heimat verlassen müssen, um in den Städten neu angesiedelt zu werden.

### Tourismus
Der Wirtschaftszweig des Tourismus wird derzeit stark entwickelt. Während es im Jahr 2004 in Tibet 1,2 Millionen Touristen gab, davon entfielen knapp 100.000 auf internationalen Tourismus, gab es im Jahr 2017 über 25,6 Millionen Touristen, hauptsächlich aus dem übrigen China, dies war eine Steigerung von 10 % zum Jahr 2016. Der Tourismus ist nun der Hauptarbeitgeber in Tibet. Mehr als 300.000 Menschen arbeiten im Tourismus, aber nur noch ungefähr 100.000 Menschen als Bauern oder Hirten.

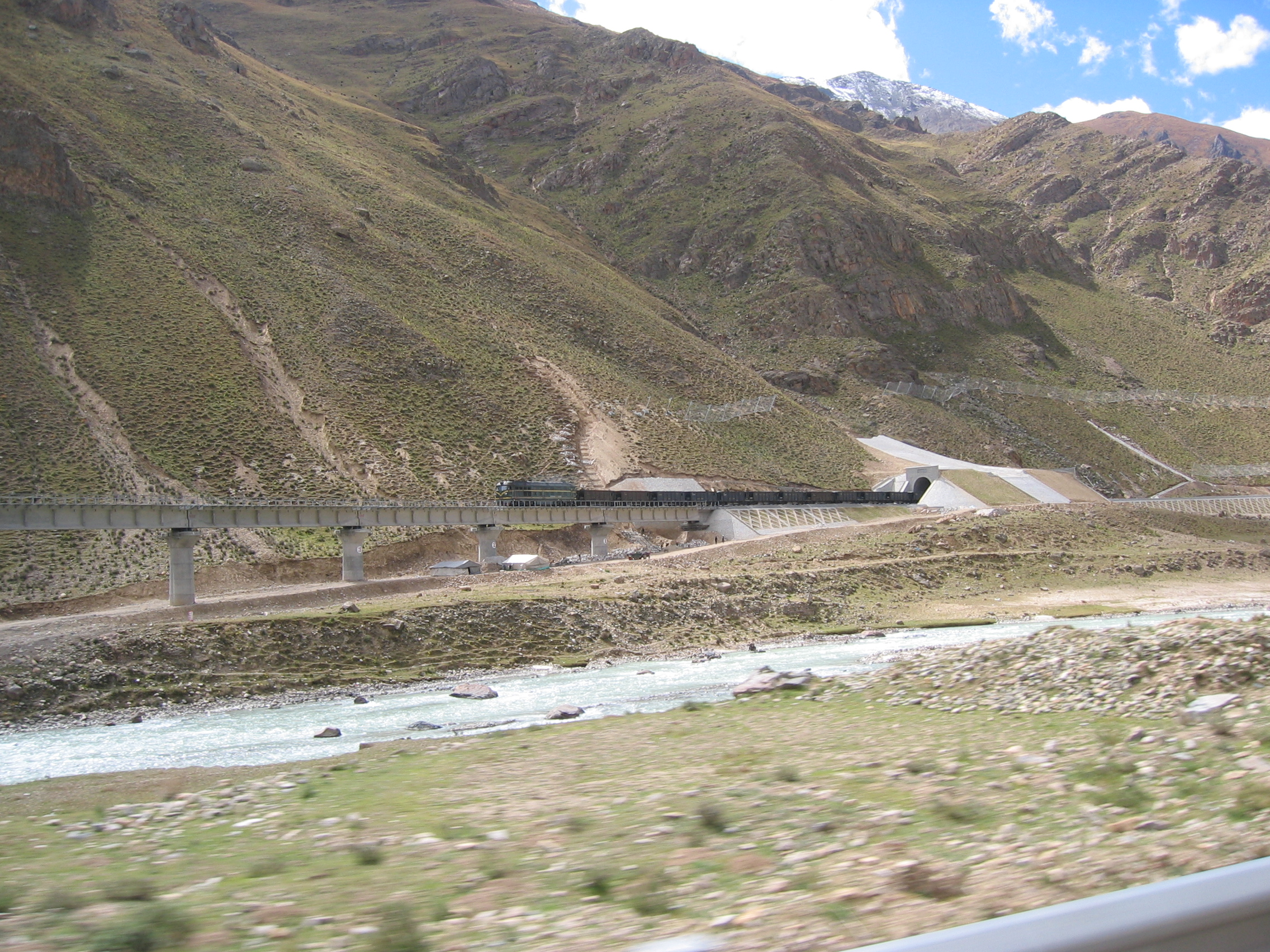
Die Lhasa-Bahn

Wesentliche Impulse für den Tourismus steuert inzwischen die im Jahr 2006 eröffnete Lhasa-Bahn bei. Sie hat Wagen mit Panoramafenstern und hält an Stellen mit besonderer Aussicht. Durch die Lhasa-Bahn gibt es nun eine tägliche, meist ausverkaufte Zugverbindung zwischen Peking und Lhasa mit einer Reisezeit von 48 Stunden. Im Jahr 2007 stieg die Anzahl der Touristen im Autonomen Gebiet Tibets um 60,4 % auf 4,02 Millionen. Die Einnahmen stiegen um 75,1 % auf 4,8 Milliarden Yuán (658 Millionen US-Dollar). Im Jahr 2011 betrug die Zahl der in- und ausländischen Touristen im autonomen Gebiet Tibet 8,5 Millionen und im Jahr 2013 12,91 Millionen. Die Touristenzahlen steigen weiter. Im Jahr 2018 gab es laut der chinesischen Staatsagentur Xinhua 33 Mio. Touristen in Tibet. Um die Lehm- und Holzkonstruktion des Potala, der wichtigsten Touristenattraktion in Lhasa, zu schützen, wurde die Anzahl der Besucher auf 2300 pro Tag beschränkt. Es gibt aber auch die Befürchtung, dass selbst diese Zahl für die Bausubstanz des Potala schon zu hoch sein könnte. Zum Ausbau des Tourismus wird deshalb versucht, andere Ziele in Tibet für den Tourismus zu fördern. Lhasa selbst sollte in der Planung des chinesischen Staatsrats bis 2020 zu einem internationalen Touristenort ausgebaut werden. Dafür sollte ein neues modernes Touristenviertel mit Hotels, Läden und Unterhaltungsetablissements entstehen und das städtische Verkehrsnetz ausgebaut werden.
Zur Förderung des Tourismus werden auch neue Fluglinien eingerichtet. Der weltweit höchstgelegene, zivile Flughafen wurde im September 2013 in der südwestchinesischen Provinz Sichuan eröffnet. Der Daocheng Yading Airport befindet sich im Kreis Daocheng, Autonome tibetische Präfektur Garzi und liegt vom Yading Naturreservat im östlichen Teil des Qinghai-Tibet-Plateaus nur 159 Kilometer entfernt. Yading wird für Touristen als „das letzte Shangri-La“ und „das letzte reine Land auf dem blauen Planeten“ beworben.
Der Flughafen Daocheng-Yading liegt 4411 Meter über dem Meeresspiegel und ist nun der weltweit höchstgelegene, zivile Flughafen. Zuvor war das der Flughafen Bamda in Qamdo im Autonomen Gebiet Tibet, der 4.334 Meter über dem Meeresspiegel liegt.
Im Autonomen Gebiet Tibets leben laut offiziellen Stellen heute bereits über 30.000 Tibeter vom Tourismus.
Kritische Stellen bezweifeln jedoch, dass der wirtschaftliche Fortschritt des Tourismus auch bei der tibetischen Bevölkerung ankommt. So wurden z. B. im Jahr 2003 einhundert tibetische Reiseführer entlassen und durch chinesische ersetzt. Durch fehlende Bildung bleiben die meisten Arbeitsplätze im touristischen Sektor für Tibeter unerreichbar. Tibetern, die im Exil ihre Ausbildung erhalten haben, bleiben Jobs als Reiseführer versagt. Laut einer Schätzung waren im Jahr 1995 75 % der Geschäfte in Lhasa in chinesischem Besitz sowie über 90 % der Händler auf dem Gemüsemarkt chinesisch.

### Bergbau
Der Bergbau soll zur dritten Säule der tibetischen Wirtschaft werden. Bisher steckt er zwar noch in den Kinderschuhen, er wird aber inzwischen zielstrebig entwickelt. Tibet hat Lagerstätten von Bodenschätzen wie Chrom, Kupfer, Magnesit, Bor, Blei, Gold, Erdöl, Eisen, Lithium, Kaliumchlorid, Aluminium, Zink und anderes. Noch wird wenig gefördert, aber die Entwicklung des Abbaus war 2006 ein Schwerpunkt des Fünfjahrplans der Regierung in Peking. Im Januar 2007 meldete die chinesische Regierung die Entdeckung von großen mineralischen Lagerstätten unter dem tibetischen Hochland. Die Lagerstätten sind nicht sehr weit von der Lhasa-Bahn entfernt und könnten die in China vorkommenden Bodenschätze an Zink, Kupfer und Blei verdoppeln. Kritiker befürchten jedoch, dass der Abbau dieser Vorkommen das Ökosystem in Tibet schädigen könnte.

### Weitere Industriezweige
Die Grundstoff- und Baustoffindustrie gehört auch zu den derzeit besonders geförderten Industrien. Ein kleinerer Wirtschaftszweig sind traditionelle handwerkliche Produkte wie Teppiche, Pulu (manuell gewebter Wollstoff) und Kunsthandwerk.

### Arbeitsplätze
Im Folgenden wird die Anzahl der Arbeitsplätze im Autonomen Gebiet Tibet, aufgeschlüsselt in die verschiedenen Wirtschaftsbereiche, aufgelistet. Kennzeichnend sind die ungebrochene Dominanz der Landwirtschaft und Viehzucht und das weitgehende Fehlen von Arbeitsplätzen in Industrie und Handwerk.
| Zahl der Beschäftigten in den verschiedenen Wirtschaftsbereichen im AGT | Zahl der Beschäftigten in den verschiedenen Wirtschaftsbereichen im AGT | Zahl der Beschäftigten in den verschiedenen Wirtschaftsbereichen im AGT | Zahl der Beschäftigten in den verschiedenen Wirtschaftsbereichen im AGT | Zahl der Beschäftigten in den verschiedenen Wirtschaftsbereichen im AGT |
| Einheit: 10.000 Menschen                                                | Einheit: 10.000 Menschen                                                | Einheit: 10.000 Menschen                                                | Einheit: 10.000 Menschen                                                | Einheit: 10.000 Menschen                                                |
| ----------------------------------------------------------------------- | ----------------------------------------------------------------------- | ----------------------------------------------------------------------- | ----------------------------------------------------------------------- | ----------------------------------------------------------------------- |
| Jahr                                                                    | 1985                                                                    | 1990                                                                    | 2000                                                                    | 2003                                                                    |
| Gesamtzahl der Beschäftigten                                            | 105,72                                                                  | 107,88                                                                  | 124,18                                                                  | 132,81                                                                  |
| Anzahl der Beschäftigten aufgeteilt in Wirtschaftsbereiche              |                                                                         |                                                                         |                                                                         |                                                                         |
| Landwirtschaft, Forstwirtschaft, Viehzucht und Fischerei                | 85,58                                                                   | 87,08                                                                   | 90,98                                                                   | 85,14                                                                   |
| Bergbau und Steinbruch                                                  | 0,47                                                                    | 0,41                                                                    | 0,35                                                                    | 2,22                                                                    |
| Herstellungsindustrie                                                   | 1,92                                                                    | 1,60                                                                    | 2,87                                                                    | 1,56                                                                    |
| Strom-, Gas-, Wasserversorgung, Transport und Telekommunikation         | 2,81                                                                    | 3,71                                                                    | 3,88                                                                    | 4,31                                                                    |
| Bauwesen                                                                | 1,99                                                                    | 1,67                                                                    | 3,56                                                                    | 7,90                                                                    |
| Forschung und technische Dienste                                        | 0,35                                                                    | 0,37                                                                    | 0,23                                                                    | 0,53                                                                    |
| Groß- und Einzelhandel                                                  | 3,65                                                                    | 3,31                                                                    | 7,33                                                                    | 7,25                                                                    |
| Bank- und Versicherungswesen                                            | 0,35                                                                    | 0,34                                                                    | 0,62                                                                    | 0,62                                                                    |
| Soziales, Gesundheitswesen, Bildung und Kultur                          | 3,89                                                                    | 4,15                                                                    | 5,46                                                                    | 13,67                                                                   |
| Öffentliche Verwaltung                                                  | 3,38                                                                    | 4,23                                                                    | 5,73                                                                    | 6,16                                                                    |

### Wirtschaftswachstum
Seit 1999 wird die wirtschaftliche Entwicklung Tibets im Rahmen des Entwicklungsprogramm für den Westen Chinas unterstützt. Dieses Programm wurde geschaffen, um, nach den wirtschaftlichen Erfolgen der Küstenprovinzen, die zurückgebliebenen Gebiete im Westen Chinas in ihrer wirtschaftlichen Entwicklung zu unterstützen. Ein wesentliches Element dieses Planes ist der Aufbau einer besseren Infrastruktur.

### Verkehr

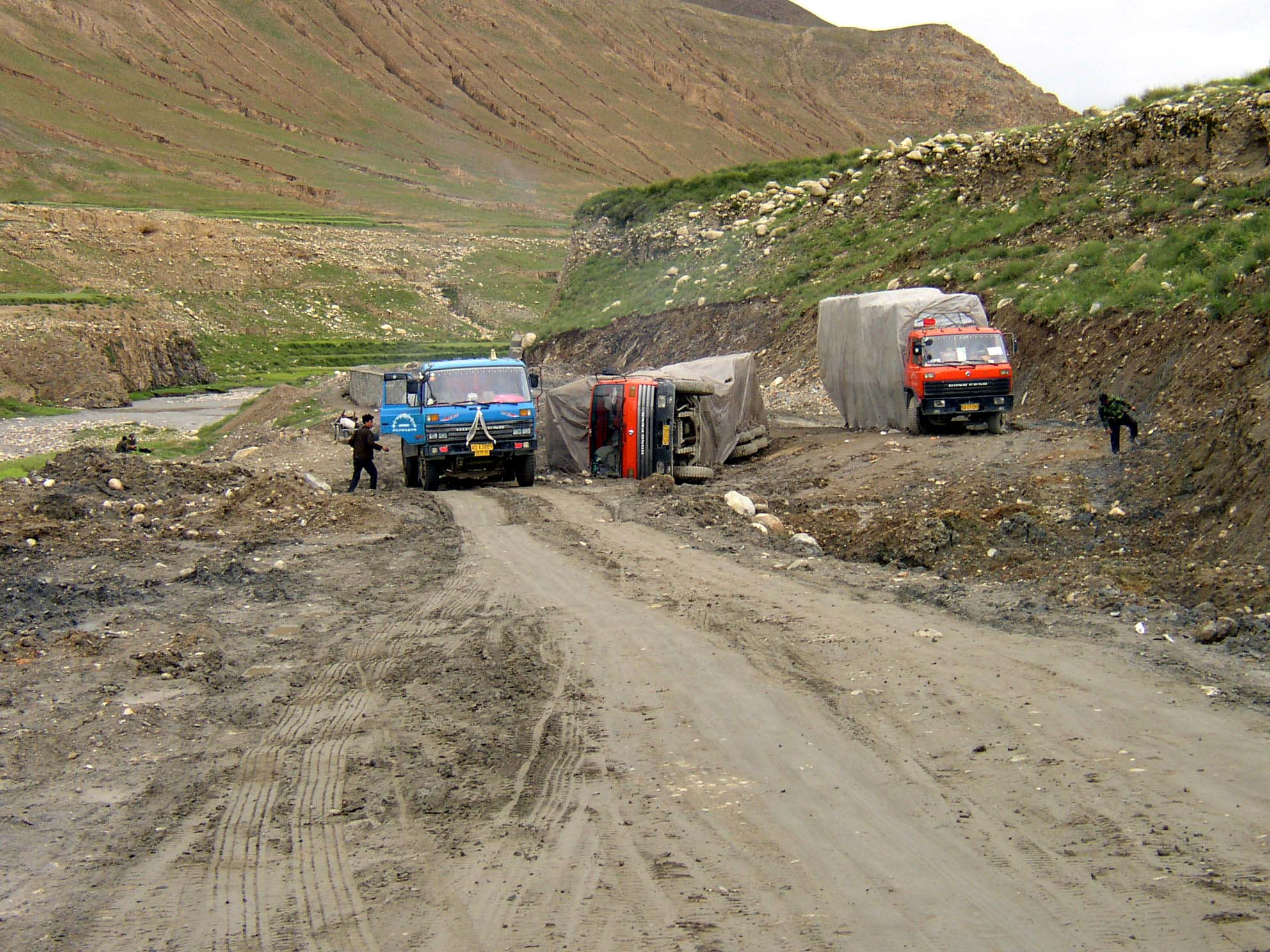
Der Friendship Highway, die Hauptstraße zwischen Nepal und Lhasa, im August 2005

Zwischen 2002 und 2012 wurde die gesamte Länge der asphaltierten Fernverkehrsstraßen im Autonomen Gebiet Tibet fast verdoppelt. Von zirka 36.000 km wurde sie auf 65.200 km verlängert.
Nach Angaben des tibetischen Amtes für Verkehr und Transport wird derzeit im Autonomen Gebiet Tibet mit Hochdruck am Ausbau des Straßennetzes gearbeitet. Nach den offiziellen Angaben sollten im Jahr 2013 zwölf Milliarden Yuán (knapp anderthalb Milliarden Euro) für den Bau von 5000 Straßenkilometern ausgegeben und dadurch weitere 258 Dörfer an das tibetische Landstraßennetz angebunden werden. Inzwischen haben auch die Arbeiten für den Bau einer Schnellstraße von Lhasa nach Nyingchi an der Grenze zu Indien sowie zur Straßenanbindung von vier Hochgebirgsflughäfen begonnen.
Ab 2001 wurde von Golmud an der Nordgrenze Tibets nach Lhasa eine Eisenbahn, die Lhasa-Bahn gebaut, die am 1. Juli 2006 ihre Jungfernfahrt hatte. Sie ist die bisher (Stand 2012) höchste Eisenbahn der Welt, denn sie fährt über einen Pass von 5072 m Höhe. Sie wurde teilweise auf Permafrostboden gebaut und führt durch Erdbebengebiete. Die Bahn erschließt Tibet erstmals durch Schienenverkehr. 2014 wurde die Linie mit der Bahnstrecke von Lhasa nach Xigazê verlängert.
Internationale Flughäfen gibt es in Qamdo, in Nyingchi und in Lhasa.

### Ökologie
In den 1950er Jahren begann ein großer Kahlschlag in Tibets Wäldern vor allem im Osten des Landes. Unzählige Transporte mit tibetischem Holz verließen die Region meist in Richtung Zentralchina. Die Folgen sind in Tibet, wie auch in anderen vergleichbaren Regionen weltweit, eine hohe Erosion im Hochgebirge, einhergehend mit Erdrutschen und erhöhtem Steinschlag, sowie einem Ansteigen der Wasserstände der Flüsse, was zu Überschwemmungen führt. Um weitere Umweltschäden zu vermeiden, wurde im Autonomen Gebiet Tibet von 1990 bis 2002 die Einschlagsmenge Holz von 210.000 m³ auf 50.000 m³ reduziert. Gleichzeitig wurde und wird weiterhin ein groß angelegtes Aufforstungsprogramm durchgeführt.
Ein weiteres Problem ergibt sich aus der Bevölkerungsentwicklung Tibets. Die Bevölkerung hat sich im letzten halben Jahrhundert mehr als verdoppelt und im Rahmen eines aufkommenden Wohlstands hat sich, nach offiziellen chinesischen Quellen, die Fleischproduktion Tibets von 1978 bis 2003 vervierfacht. Damit hat sich aber auch die Anzahl der Tiere der Nomaden auf den Steppen vervierfacht. Grundlage einer ökologisch verträglichen Viehwirtschaft der tibetischen Nomaden ist aber, dass ausreichend Weidefläche vorhanden ist. Sie kann in Tibet jedoch nicht weiter ausgedehnt werden. Es entsteht Weidekonkurrenz und Überweidung. Ohne die Politik der Überweidung und teilweisen Verwüstung in den 1970er und 1980er Jahren wären die Probleme etwas In:  kleiner.
Verschärft wird die Weidekonkurrenz noch dadurch, dass, nach klassischer nomadischer Handlungsweise, die Haushalte Wert darauf legen, möglichst große Herden zu besitzen. Viele Tiere zu besitzen bezeugt Wohlstand und gilt als Absicherung für – sich derzeit häufende – schlechte Jahre.
All dies verschärft den Druck auf die Steppenlandschaft, deren Qualität in den letzten Jahrzehnten bereits teilweise schwer gelitten hat. Für Nomaden müssen unbedingt neue Lebenschancen in den größeren Gemeinden und Städten geschaffen werden, um Menschen aus den Steppen abzuziehen und dadurch die Steppen zu entlasten.
Durch den Druck auf die Steppenlandschaft hat sich auch die Vegetation an den Oberläufen vieler Flüsse in großem Maß reduziert. Bodenerosion und Umweltzerstörung werden immer kritischer. Aus diesem Grund beschloss die Zentralregierung Chinas, von 2000 an 103,5 Milliarden Yuán zu investieren, um die natürlichen Wälder im Gebiet am Oberlauf des Yangtse und am Ober- und Mittellauf des Gelben Flusses, das 13 Provinzen und 770 Kreise umfasst, zu schützen.
Im März 2013 meldete die Forstverwaltung des Autonomen Gebietes Tibets den Beginn eines neuen, zehn Jahre umfassenden, Aufforstungsprogramms. Schwerpunktmäßig würden die Gelder für den Anbau von Wäldern in mehreren Regionen und die Anlage von Schutzwäldern in der Umgebung der Hauptstadt Lhasa verwendet. Auch die Umwandlung von Ackerland in Wälder stehe im Mittelpunkt des Aufforstungsprojekts.